# Inmigración colombiana en los Estados Unidos
Los colomboestadounidenses son ciudadanos o residentes de los Estados Unidos cuyos orígenes están en la República de Colombia, ubicada en América del Sur. Los colombianos residen principalmente en los estados de Nueva York, Nueva Jersey, Florida, California y la región de Nueva Inglaterra, especialmente Massachusetts, en total en Estados Unidos viven más de 2.5 millones de  colombianos nacidos en Colombia y/o hijos o nietos de colombianos los cuales cuentan con doble nacionalidad.
En el estado de Florida, los colombianos son el segundo grupo latinoamericano e hispano más numeroso e importante de todo el estado, después de los cubanos. 1'208.953 colombianos viven en ese estado, cerca de 705.291 en el Área metropolitana del Sur de la Florida, 208.612 en Orlando y 122.318 en Tampa.
En Nueva York y Nueva Jersey hay registrados alrededor de 500 mil colombianos, siendo el tercer grupo latinoamericano e hispano más numeroso en ambos estados, en Nueva York en el condado de Queens los colombianos son casi el 10% de la población total[cita requerida] y en barrios como Jackson Heights, en los que la población hispana corresponde a casi el 60% de los habitantes, así como en Elizabeth y Morristown la presencia colombiana es marcada y numerosa. 
En la región de Nueva Inglaterra (Massachusetts, Connecticut, Rhode Island, Nuevo Hampshire, Vermont y Maine), viven más de 162.790 colombianos[cita requerida] siendo el tercer foco de concentración en los Estados Unidos, son el segundo grupo hispano más numeroso en esta parte del país. 
Como reflejo de la población de Colombia, los colomboestadounidenses conservan sus valores hispánicos como el idioma, la religión católica, su gastronomía, sus tradiciones culturales y su apego familiar. Entre las diferencias más importantes de entre ellos y sus connacionales en casa encontramos, sin embargo, en su nivel educativo y económico alcanzados, superando incluso a la media de la población de la Unión Americana. Allí que, mientras los colombianos tienen un 39% de titulares de licenciatura, de postgrado o grados profesionales, contrastan con el 27.5% de la población total de EE. UU. La diferencia es más marcada entre las mujeres.
Esta comunidad ha aportado a los Estados Unidos, en lo cultural, económico, político, y social. Son con diferencia el mayor grupo nacional sudamericano en los Estados Unidos, superados por los nacionales provenientes de México, América Central y el Caribe.
Cerca de 8 millones de colombianos en Colombia cuentan con Visa Americana (un poco más del 15% de la población)[cita requerida]. En el 2019 se registró casi un millón de arribos de colombianos a los EE.UU, según la Oficina Nacional de Viajes y Turismo.

## Historia y causas
Los problemas económicos y la violencia han llevado a una emigración de colombianos principalmente hacia los Estados Unidos, sobre todo al sur de Florida (especialmente en los suburbios de Miami, Florida, como Doral, Kendall, Fort Lauderdale y el suburbio de Weston). También el estado de Nueva Jersey se ha convertido en un gran foco de colombianos, al igual que en áreas cercanas como el condado de Queens en Nueva York, el este de Long Island, el área metropolitana de Washington D. C., y una expansión de esta comunidad en otros estados como California, principalmente en Los Ángeles, Texas sobre todo en Houston y el área de Atlanta . Después de la Primera Guerra Mundial, muchos colombianos emigraron a Estados Unidos con el fin de completar su educación allí, estudiando en las universidades de este país. La mayoría de ellos se establecieron en Nueva York.
Después de la etapa de violencia iniciada en 1948 y al aumento de la pobreza en Colombia, muchos colombianos también emigraron a Estados Unidos durante los años cincuenta. En los años sesenta, la crisis económica llevó a la emigración de muchos colombianos a los Estados Unidos, y la obtención de ciudadanía estadounidense. Entre 1960 y 1977 emigraron aproximadamente más de cien mil colombianos. Desde los años 80, muchos colombianos huyeron de sus ciudades hacia zonas menos populares como Connecticut o Nueva Jersey debido al alto costo de vida en las grandes ciudades y un aumento de la delincuencia en ellas. El aumento de las guerrillas, narcotraficantes y paramilitares en Colombia en los años 90 hizo aumentar la emigración colombiana durante este período. Como hemos comentado anteriormente, cerca de 113.000 colombianos emigraron en aquella época solo hacia los Estados Unidos, concentrándose principalmente en el estado de California.

## Asentamientos en los Estados Unidos
Según las estimaciones de 2018, 705.651 colombianos estaban viviendo en el área metropolitana de Nueva York y 693.271 colombianos vivían en el área metropolitana de Miami. Las más grandes comunidades colombianas en el área sur de la Florida se encontraban en (Miami, Kendall y Weston) con una población de 638.768.
En Nueva York, una gran comunidad colombiana crece y sigue creciendo en tamaño desde que la ola de la inmigración se inició en la década de 1970. Jackson Heights en el condado de Queens, Nueva York tuvo mucha influencia colombiana durante la década de 1980, pero otros grupos de inmigrantes se han asentado en la zona, sobre todo mexicanos. Muchos de los desplazados colombianos se han trasladado a cerca de áreas tales como Elmhurst, East Elmhurst, Corona, College Point y Flushing. El condado de Queens todavía tiene la mayor concentración de colombianos en los Estados Unidos de todos los condados (aproximadamente 185.000). 
Los colombianos son la comunidad más grande de Sudamérica en los Estados Unidos, y ahora es la sexta comunidad hispana más grande en los EE. UU. después de los dominicanos.
Así mismo las personas de origen colombiano son el grupo hispano más numeroso en el condado de Queens en La ciudad de Nueva York y en los suburbios de Nueva Jersey como Elizabeth, Dover, Morristown y Victory Gardens, de igual forma en el condado de Miami-Dade después de los cubanos, los colombianos cuentan con una fuerte presencia en estos lugares.  
Durante los años noventa los colombianos eran el grupo hispano que más rápido crecía en el condado de Queens en la ciudad de Nueva York, a tal punto que sus asentamientos eran tan grandes y marcados que más de un barrio adoptó el nombre de "Little Colombia". En esta zona los colombianos alcanzaron a ser más del 50% del total de los habitantes[cita requerida], sin embargo, hoy en día muchos de los descendientes colombianos de la ola migratoria de los setenta y ochenta han emigrado hacia Nueva Jersey y Staten Island; de igual manera, la huella y presencia colombiana en este barrio es imborrable.

## Población por Estados
Florida es el estado de EE.UU con mayor número de colombianos, cerca de 1.2 millones se han establecido en este estado, representan el 45% de toda la población colombiana en los Estados Unidos, así mismo en Nueva York, Nueva Jersey y la región de Nueva Inglaterra cuenta con más de 987.889 colombianos. Los 500.000 colombianos restantes se concentran en su mayoría en los estados de California, Texas, Carolina del Norte y Georgia, el resto están dispersos por todo el país. 
En algunos estados como Florida, Nueva Jersey, Nueva York y Rhode Island los colombianos son más del 2% de la población total, en la tabla el porcentaje es relativo a la población total del estado.  
| Estado              | Población en 2020 | Porcentaje |
| ------------------- | ----------------- | ---------- |
| Florida             | 1 208 953         | 5,8        |
| Nueva York          | 522 857           | 2,6        |
| Nueva Jersey        | 310 648           | 3,5        |
| California          | 127 059           | 0,3        |
| Texas               | 113 847           | 0,4        |
| Massachusetts       | 95 043            | 1,4        |
| Carolina del Norte  | 58 391            | 0,5        |
| Connecticut         | 51 273            | 1,5        |
| Virginia            | 35 652            | 0,4        |
| Georgia             | 34 451            | 0,3        |
| Maryland            | 27 069            | 0,4        |
| Illinois            | 25 542            | 0,2        |
| Pensilvania         | 23 956            | 0,2        |
| Carolina del Sur    | 22 835            | 0,4        |
| Rhode Island        | 22 031            | 2,1        |
| Tennessee           | 10 286            | 0,2        |
| Nuevo Hampshire     | 9 042             | 0,7        |
| Colorado            | 8 977             | 0,2        |
| Washington          | 8 718             | 0,1        |
| Ohio                | 8 661             | 0,1        |
| Nevada              | 8 596             | 0,3        |
| Arizona             | 7 888             | 0,1        |
| Utah                | 6 809             | 0,2        |
| Washington D.C      | 6 365             | 1,0        |
| Minnesota           | 5 803             | 0,1        |
| Míchigan            | 5 484             | 0,0        |
| Nuevo México        | 4 632             | 0,2        |
| Misuri              | 4 509             | 0,1        |
| Luisiana            | 4 120             | 0,1        |
| Oregón              | 4 002             | 0,1        |
| Wisconsin           | 3 854             | 0,1        |
| Hawái               | 3 753             | 0,3        |
| Oklahoma            | 2 974             | 0,1        |
| Indiana             | 2 870             | 0,0        |
| Kentucky            | 2 832             | 0,1        |
| Kansas              | 2 407             | 0,1        |
| Alabama             | 2 390             | 0,0        |
| Arkansas            | 1 747             | 0,1        |
| Idaho               | 1 734             | 0,1        |
| Misisipi            | 1 294             | 0,0        |
| Montana             | 1 288             | 0,1        |
| Delaware            | 1 248             | 0,1        |
| Nebraska            | 1 130             | 0,1        |
| Iowa                | 1 109             | 0,0        |
| Maine               | 1 096             | 0,1        |
| Virginia Occidental | 983               | 0,0        |
| Alaska              | 867               | 0,1        |
| Vermont             | 827               | 0,1        |
| Dakota del Norte    | 744               | 0,1        |
| Dakota del Sur      | 586               | 0,1        |
| Wyoming             | 478               | 0,1        |
| EEUU                | 2 643 178         | 0.8        |

Para entender un poco mejor la presencia colombiana en EE.UU es importante entender que Estados Unidos está dividido en cuatro regiones, en la región Sur y Noroeste es donde habitan la mayoría de colombianos
| Región de Estados Unidos | Población Colombiana | Porcentaje | Estado con más colombianos |
| ------------------------ | -------------------- | ---------- | -------------------------- |
| Región Sur               | 1.441.730            | 1.2        | Florida 1.208.953          |
| Región Noreste           | 1.083.013            | 1.7        | Nueva York 519.857         |
| Región Oeste             | 183.074              | 0.3        | California 125.342         |
| Región Medio Oeste       | 61.695               | 0.1        | Illinois 24.542            |

## Áreas metropolitanas de Estados Unidos con mayor número de población colombiana

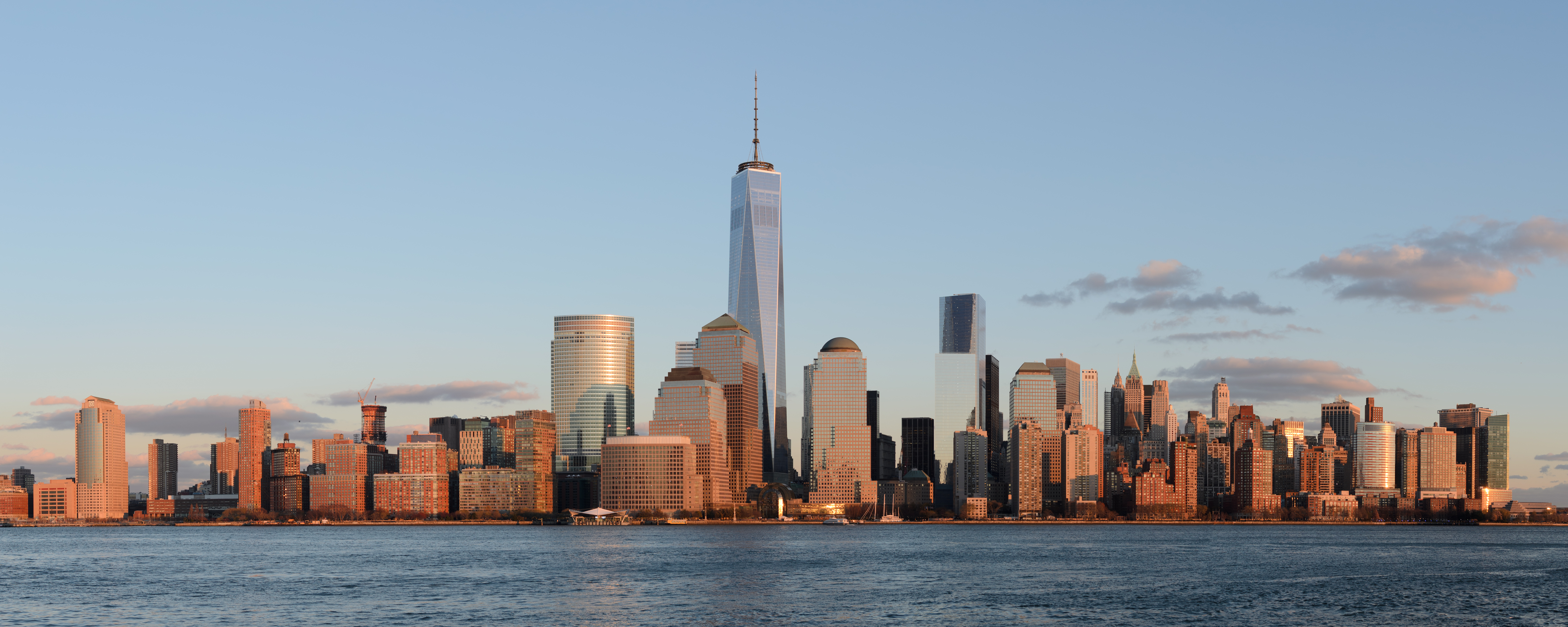
el Área metropolitana de Nueva York es la aglomeración urbana que más concentra colombianos, en esta viven más de 770.000 personas de origen colombiano, representando el 3,2% de la población, es la tercera nacionalidad latinoamericana en la ciudad luego de los Puertorriqueños y Dominicanos.

Los colombianos cuentan una gran comunidad en las Área metropolitanas de Miami, Nueva York-NJ, Orlando, Tampa, y Boston. Las áreas metropolitanas que se muestran continuación aglomera el 85% de la población colombiana en los Estados Unidos
En Lugares como Miami y Orlando los colombianos son 1 de cada 10 habitantes.  
| Área Metropolitana | Población Colombiana | Porcentaje del total |
| ------------------ | -------------------- | -------------------- |
| Nueva York         | 771.246              | 3.3                  |
| Miami              | 706.394              | 11.4                 |
| Orlando            | 212.875              | 8.3                  |
| Tampa              | 125.914              | 4.0                  |
| Los Ángeles        | 90.608               | 0.7                  |
| Boston             | 86.231               | 1.9                  |
| Houston            | 66.932               | 0.9                  |
| Washington D. C.   | 47.765               | 0.8                  |
| Dallas             | 36.658               | 0.5                  |
| Charlotte          | 29.954               | 1.7                  |
| Atlanta            | 29.541               | 0.5                  |
| Jacksonville       | 26.929               | 2.0                  |
| San Francisco      | 21.183               | 0.3                  |
| Chicago            | 19.873               | 0.2                  |

## Población histórica
Durante el siglo XX Colombia sufrió muchos problemas sociales, económicos, políticos y humanitarios, debido al conflicto armado interno y a la Guerra contra las drogas, según varios censos los colombianos tuvieron varias oleadas hacía Estados Unidos en diferentes épocas, la primera fue en los años sesenta, cuando cerca de 100.000 colombianos se desplazaron a Estados Unidos, y cerca del 60% se establecieron en la ciudad de Nueva York en el Condado de Queens[cita requerida]. La segunda ola migratoria fue durante los años ochenta y noventa, cuando más de 235.000 colombianos arribaron a los Estados Unidos, y en particular a la Florida, California y Texas principalmente. La penúltima ola migratoria fue durante el 2005-2010, cuando cerca de 350.000 colombianos abandonan el país en busca de mejores oportunidades. Aunque solamente unos ochocientos mil de los colombianos en los Estados Unidos son nacidos en Colombia, casi dos millones más son colombo-estadounidenses, estadounidenses con ancestralidad colombiana u otro tipo de vínculo con el país.
Entre 2010 y 2019, la población de quienes se identificaron como colombo-estadounidenses aumentó en un 74%. 
| Evolución de la población colombiana en Estados Unidos (1980-2030) |
|                                                                    |

## Población colombiana en los Estados Unidos
Aunque la comunidad hispana más numerosa en los Estados Unidos la integran mexicanos, cubanos, puertorriqueños, dominicanos y salvadoreños, los inmigrantes colombianos tienen la sexta presencia de hispanohablantes, aunque en estados como Florida, Nueva York y Nueva Jersey alcanzan a estar en el segundo o tercer lugar, contando así con más de 500 comunidades dispersadas por el territorio nacional.

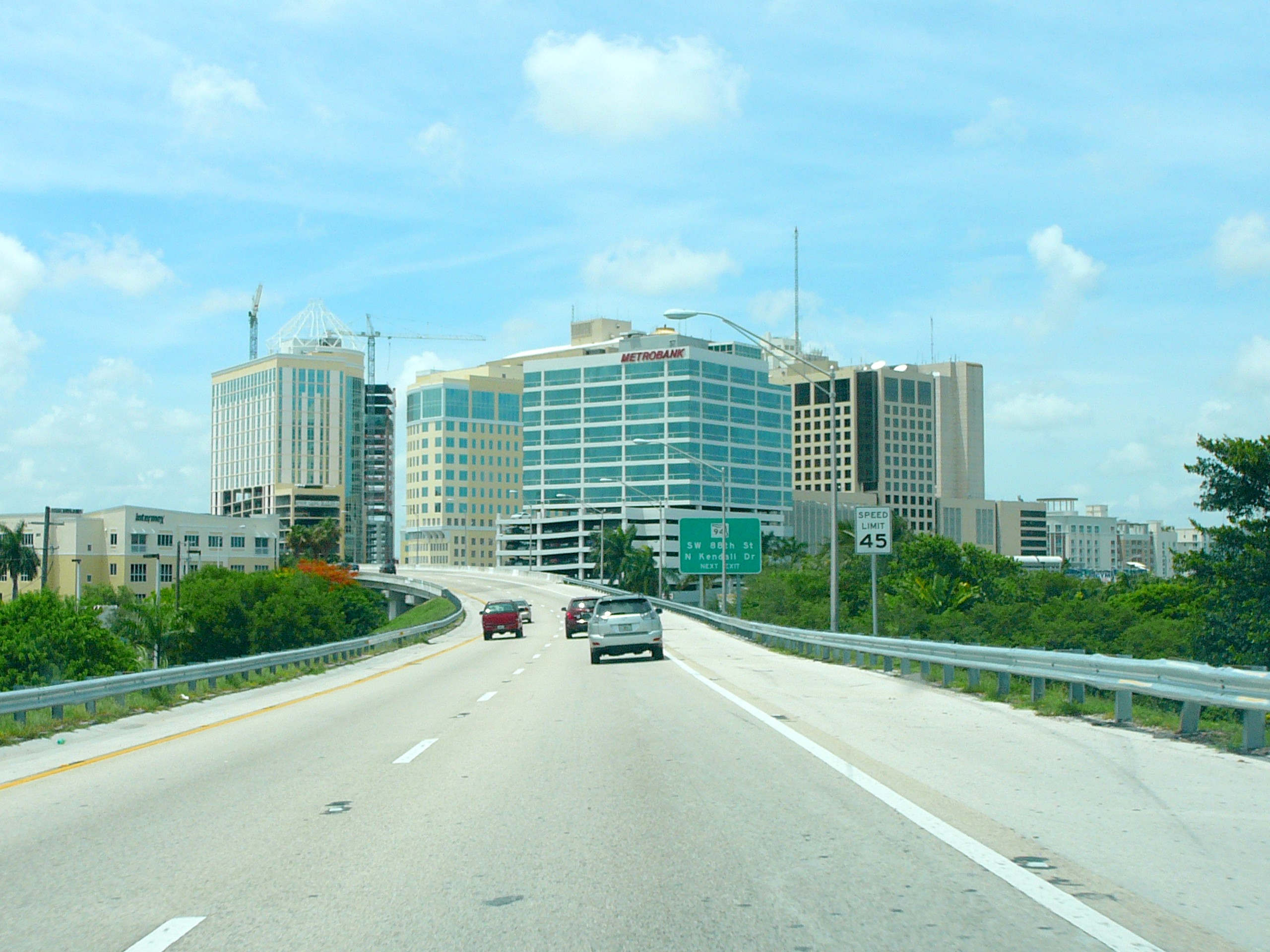
Kendall (Florida) es la ciudad de todos los Estados Unidos con mayor proporción de habitantes Colombianos, en esta ciudad más del 50% de la población pertenece a este país siendo el más numeroso e importante de Kendall.

Estadísticas oficiales de colombianos en los Estados Unidos en 2020:
1. Kendall (Florida) 43.5 %
2. Victory Gardens (Nueva Jersey) 41.8 %
3. Katonah (Nueva York) 40.5 %
4. Kendale Lakes (Florida) 32.5 %
5. Dover (Nueva Jersey) 29.8 %
6. Doral (Florida) 29.4 %
7. Elizabeth (Nueva Jersey) 27.6 %
8. Country Club (Florida) 27.1 %
9. Weston (Florida) 26.3 %
10. Ojus (Florida) 21.5 %
11. The Hammocks (Florida) 20.6 %
12. Coral Springs (Florida) 19.8 %
13. Central Falls (Rhode Island) 19.4 %
14. Devens (Massachusetts) 18.5 %
15. Morristown (Nueva Jersey) 17.8%
16. Coral Springs (Florida) 14.5 %
17. Fountainebleau (Florida) 14.3 %
18. Kendall West (Florida) 13.8 %
19. Sunny Isles Beach (Florida) 13.4 %
20. Aventura (Florida) 13.3 %
21. Revere (Massachusetts) 12.2 %
22. Shinnecock Hills (Nueva York) 12.0 %
23. Hampton Bays (Nueva York) 11.8 %
24. The Crossings (Florida) 11.1 %
25. Miami (Florida) 10.9 %
26. Guttenberg (Nueva Jersey) 10.6%
27. Wharton (Nueva Jersey) 10.5%
28. Englewood (Nueva Jersey) 10.2%
29. Montauk (Nueva York) 10.2%
30. Virginia Gardens (Florida) 10.1%
31. Richmond West (Florida) 9.9%
32. North Bay Village (Florida) 9.8%
33. Key Biscayne (Florida) 9.6%
34. Hialeah Gardens (Florida) 9.3%
35. Union City (Nueva Jersey) 8.7%
36. Queens (Nueva York) 8.5%

## Influencia colombiana en los Estados Unidos

### Florida
En el Área metropolitana del Sur de la Florida, los colombianos son el segundo grupo latinoamericano e hispano más numeroso después de los cubanos, cuentan con una presencia marcada en todas las zonas de Miami y sus alrededores, así mismo en Orlando (200.000 Colombianos) y Tampa (120.000 Colombianos) la presencia Colombiana ocupa el segundo lugar.
En el estado de Florida habitan más de 1 millón de Colombianos, Kendall en el Área Metropolitana de Miami es el lugar con la presencia más marcada y alta de todas es conocida como "Little Colombia" o la pequeña Colombia, aglomera más de 32.000 colombianos, representando más del 43% de la población de esta ciudad al sur de Miami. La mayoría concentrados en el extremo occidental (al oeste del Turnpike de la Florida), Country Walk, El Cruce, Lagos Kendale, West Kendall y Tres Lagos, donde se hacen más del 60% de la población en ciertos barrios (West Kendall, Royal Palms). Los colombianos también cuentan con alta presencia en Doral, Weston, Country Club y otros lugares del sur de la florida donde son más del 20% de cada localidad, en esta parte de Miami los colombianos superan la presencia cubana. En el Área metropolitana del Sur de la Florida los colombianos representan el 16% del total de la población latinoamericana e hispana, es decir 1 de cada 5 latinos en el Sur de la Florida es colombiano. 

### Nueva York

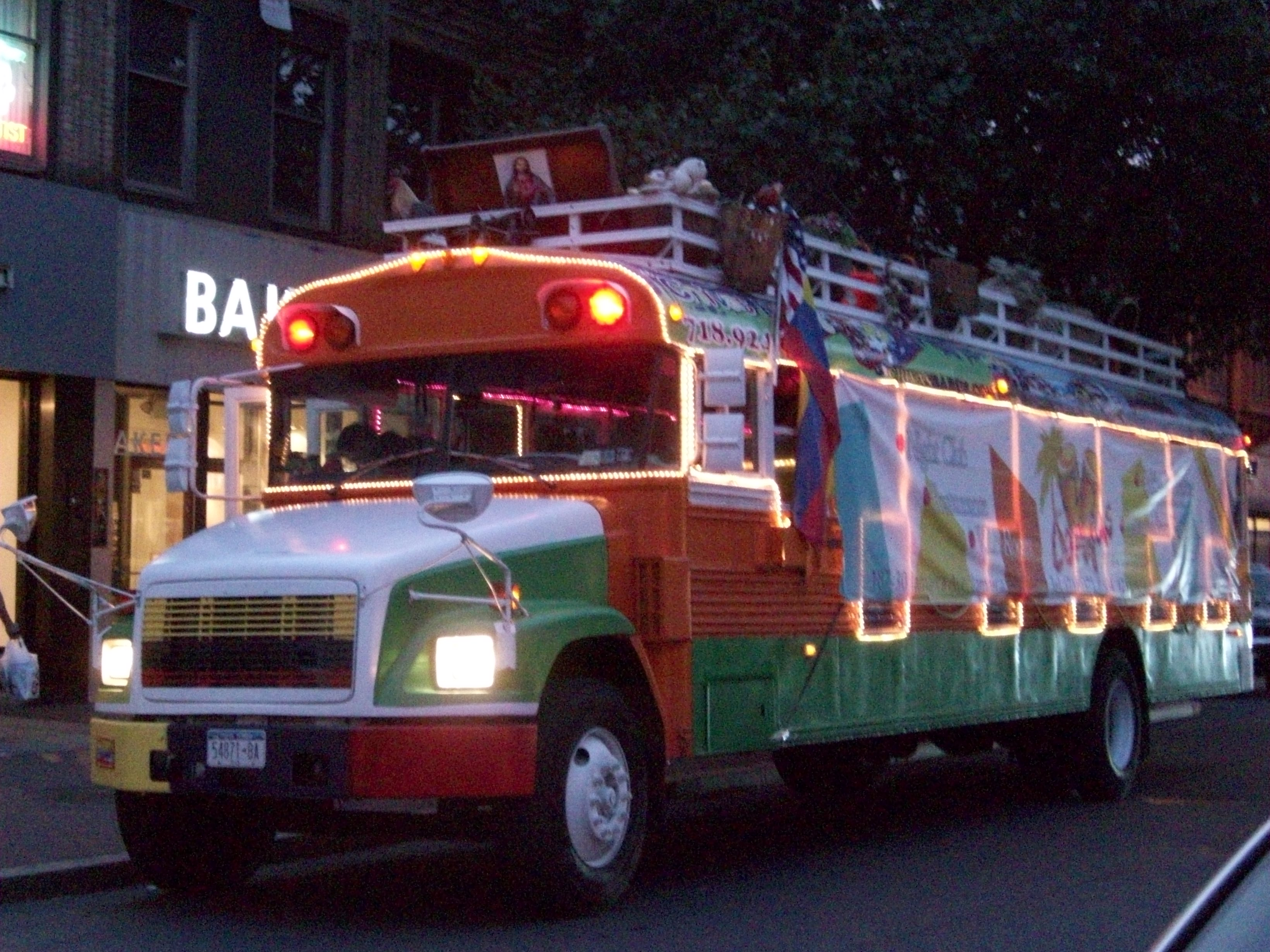
Una famosa Chiva colombiana en el condado de Queens, en Nueva York durante el desfile de independencia el 20 de julio.

En el estado de Nueva York hay más de 500.000 colombianos y colombo-estadounidenses, el condado de Queens reúne más de 185.000 colombianos, siendo la nacionalidad hispana y latinoamericana más numerosa y grande del condado, en Queens viven cerca del 26% de los colombianos en el Área Metropolitana de Nueva York, se han establecido en zonas tales como Elmhurst, East Elmhurst, Corona, College Point y Flushing donde alcanzan el 85% en algunos barrios. En total representan más del 8.5% de la población de Queens la cual es de 2.2 millones. Jackson Heights fue el primer lugar de los Estados Unidos en establecerse como un barrio con población de mayoría Colombiana, la migración hacia Nueva York comenzó en 1940s siendo este barrio el principal foco de colombianos.
En Brooklyn los colombianos ocupan el cuarto lugar cerca de 57.000 colombianos viven en este condado, así mismo cuentan con una alta presencia en Manhattan donde habitan más de 30.000 colombianos. El resto de la población colombiana esta dispersa en todos los lugares del Área Metropolitana de Nueva York.

### Nueva Jersey

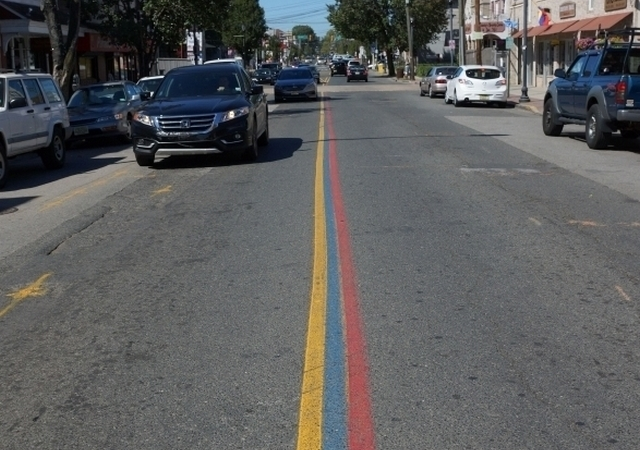
Debido a la fuerte presencia de colombianos en Elizabeth (Nueva Jersey), la Morris Avenue fue pintada con los colores de la bandera colombiana, amarillo, azul y rojo.

Elizabeth o Elizalombia es la ciudad con más colombianos en todo el estado de Nueva Jersey, cerca de 32.000 se asentaron en esta ciudad y día a día esta crece y se hace cada vez más importante. En Elizabeth los Colombianos son el grupo hispano más importante y grande de toda la ciudad, estos son cerca del 28% de la población pero en algunos puntos como North Elizabeth y Elmora cuentan con un porcentaje de más del 80% de los habitantes.
En Morristown también hay un alto porcentaje de colombianos, en esta ciudad un poco más del 17% de la población total es Colombiana, también es muy característico de la población colombiana de origen Paisa específicamente de la región cafetera, en Morristown cerca del 70% de los colombianos son paisas y casi el 50% de los paisas son un pequeño pueblo ubicado en el departamento del Quindío llamado Montenegro.
Victory Gardens es un pequeño pueblo con no más de 2.000, pero en este más de 1.000 son personas con origen Colombiano, es una de las zonas de Nueva Jersey con más densidad de colombianos. 

### Massachusetts
North Boston concentra más del 25% de los colombianos en el Área Metropolitana de Boston, en esta parte de la ciudad los colombianos llegan a ser más del 35% de la población total. 

### Resto deEstados Unidos
Fuera de Florida, Nueva York, Nueva Jersey y Massachusetts hay cerca de 660.000 Colombianos, distribuidos mayormente en California, Texas, Connecticut, Carolina del Norte y Georgia. Su presencia en el resto de estados es muy reducida y poco notable. 
En el caso de California y Texas, los colombianos alcanzan un poco más del 1% de la población en ciudades como Houston y Dallas Metropolitanas, pero en Los Ángeles Metropolitano solamente el 0,7%, en esta parte del país la presencia Mexicana y Centroamericana es muy marcada, la cual genera el estigma de que todos los latinoamericanos son Mexicanos en esta parte de EE.UU
Hacia la región de Nueva Inglaterra *Excluyendo Massachusetts, los Colombianos tienen comunidades disgregadas en Nuevo Hampshire, Connecticut y Rhode Island, en donde son el grupo Sudamericano más grande. Nashua en Nuevo Hampshire cuenta con alto porcentaje de Colombianos, así mismo Providence en Rhode Island y Bridgeport en Connecticut.

## Personalidades de la Televisión, entretenimiento, política y ciencias que migraron o se han nacionalizado en EEUU

### Celebridades Colombianas nacidos en Colombia reconocidos en Estados Unidos

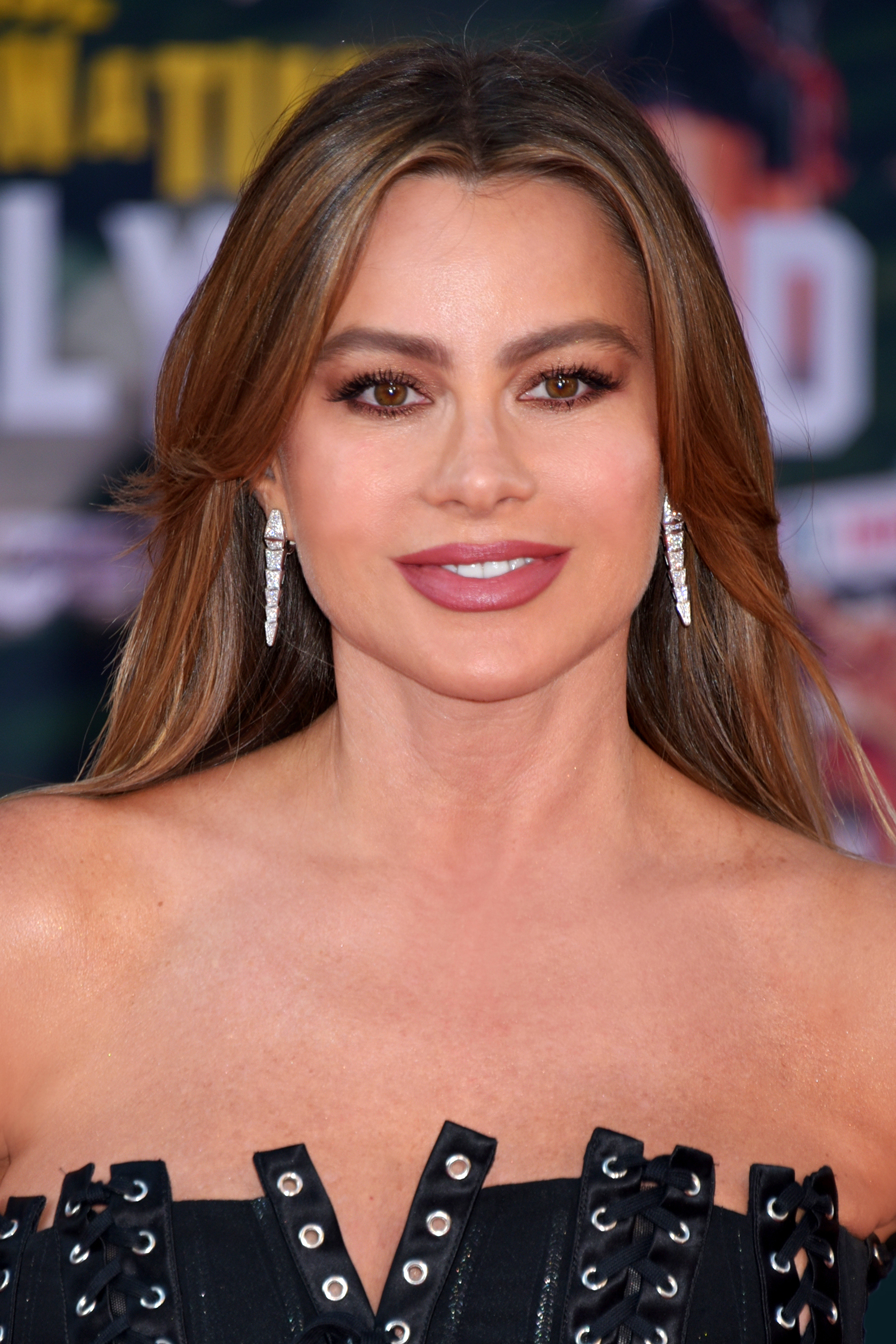
Sofía Vergara
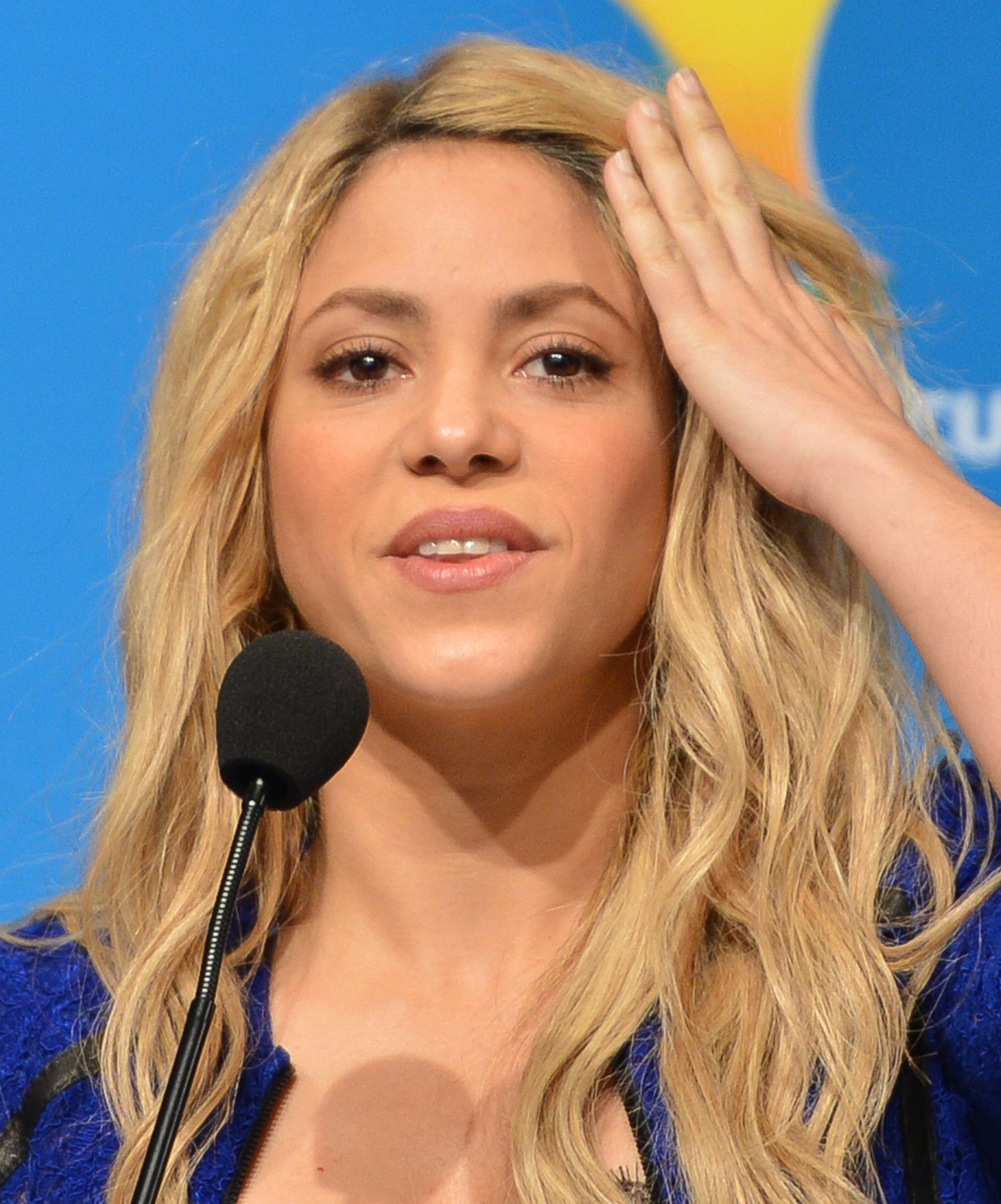
Shakira
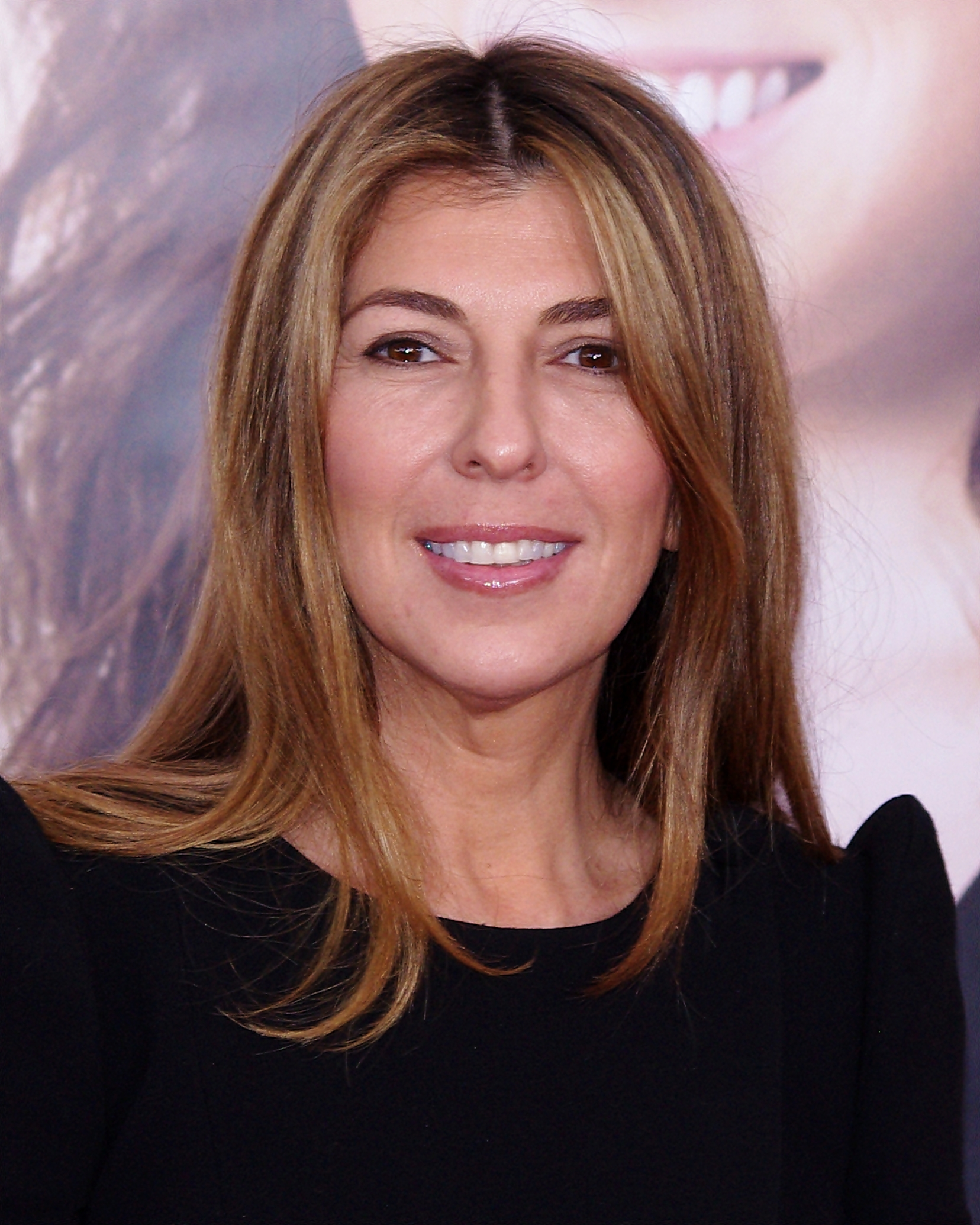
Nina García
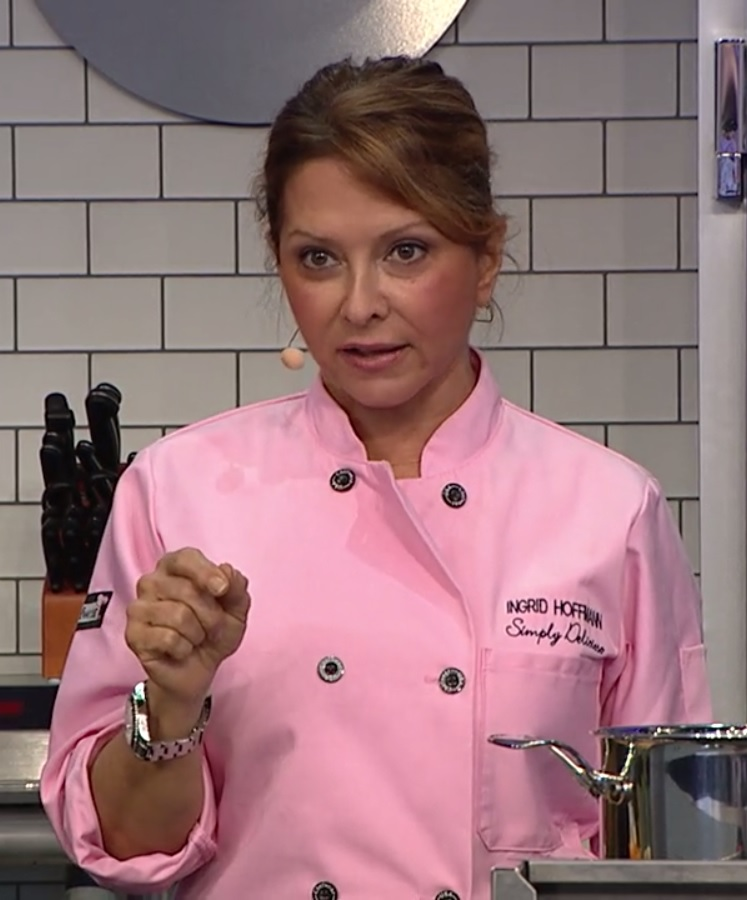
Ingrid Hoffman
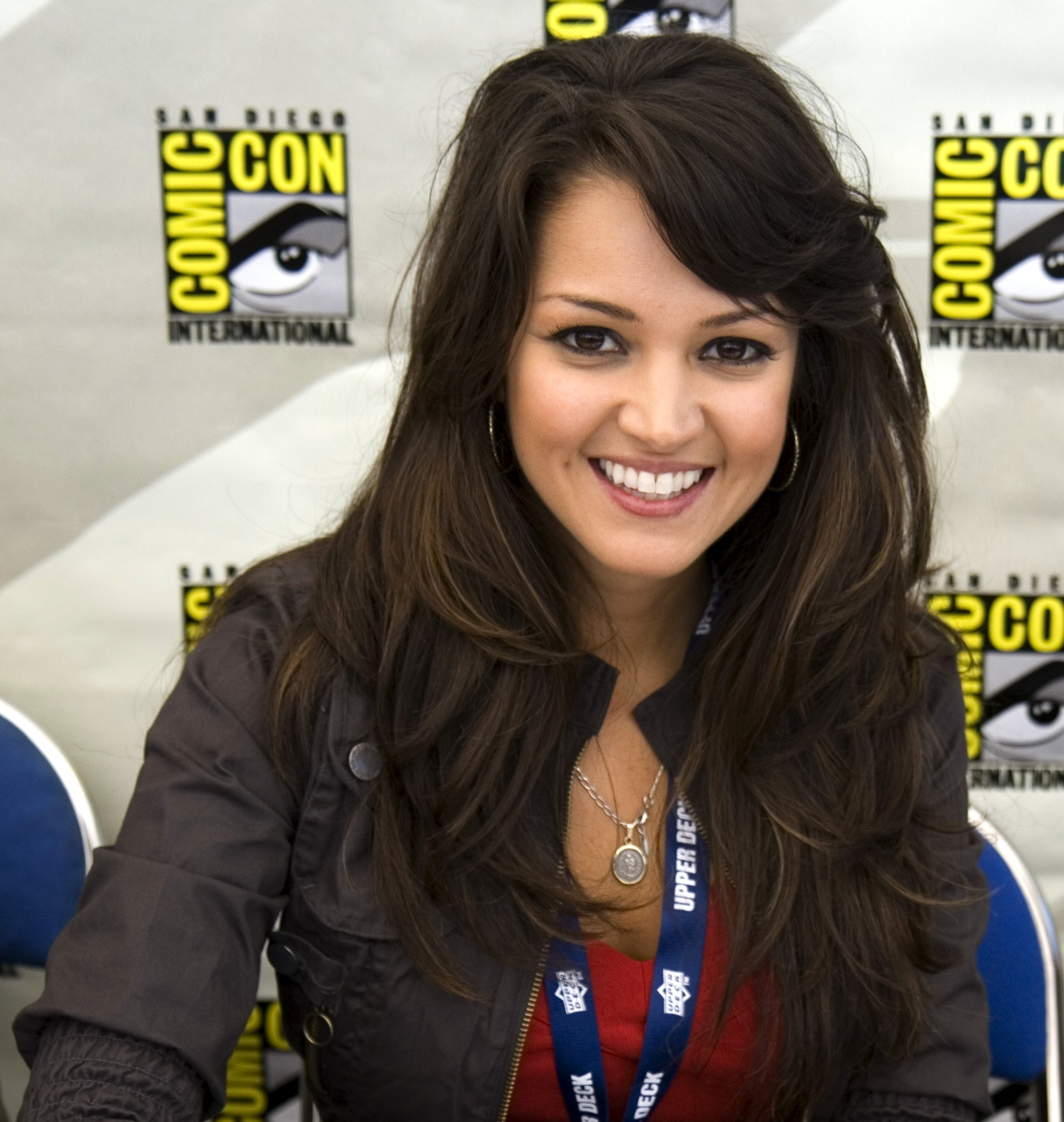
Paula Garcés
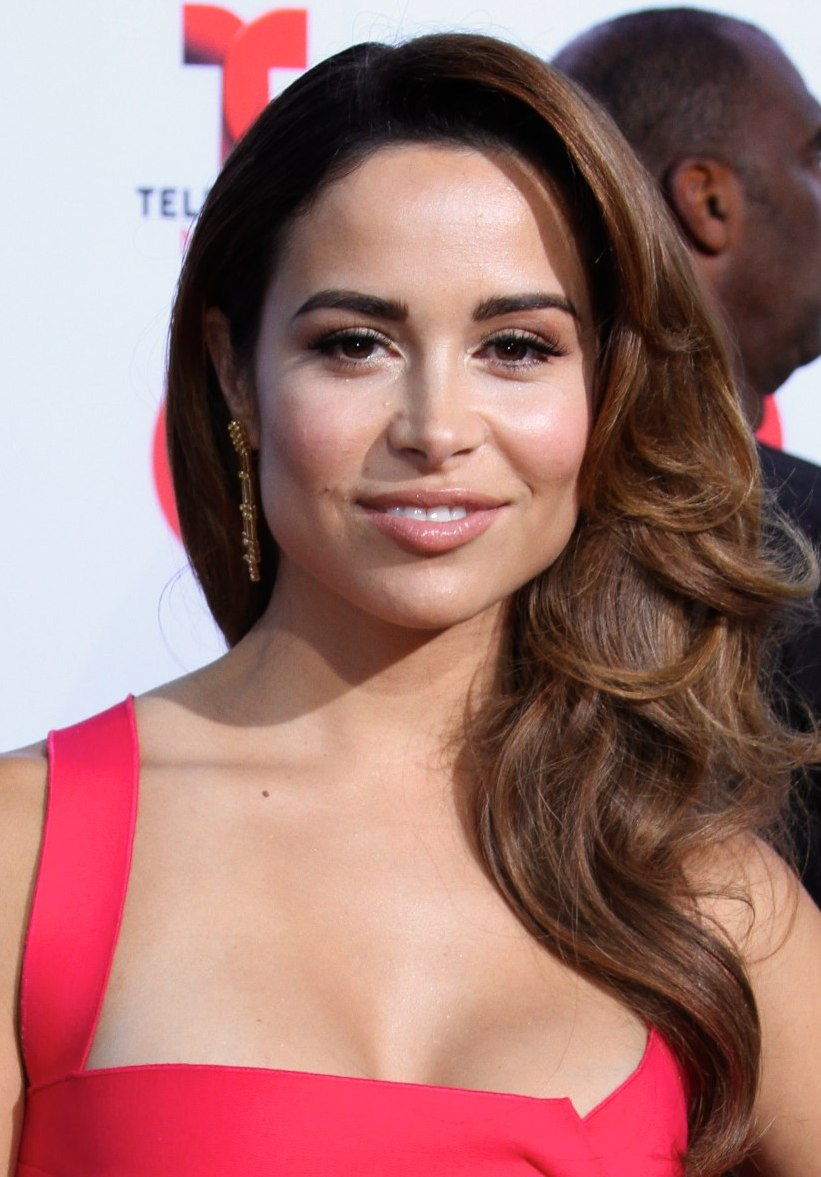
Zulay Henao
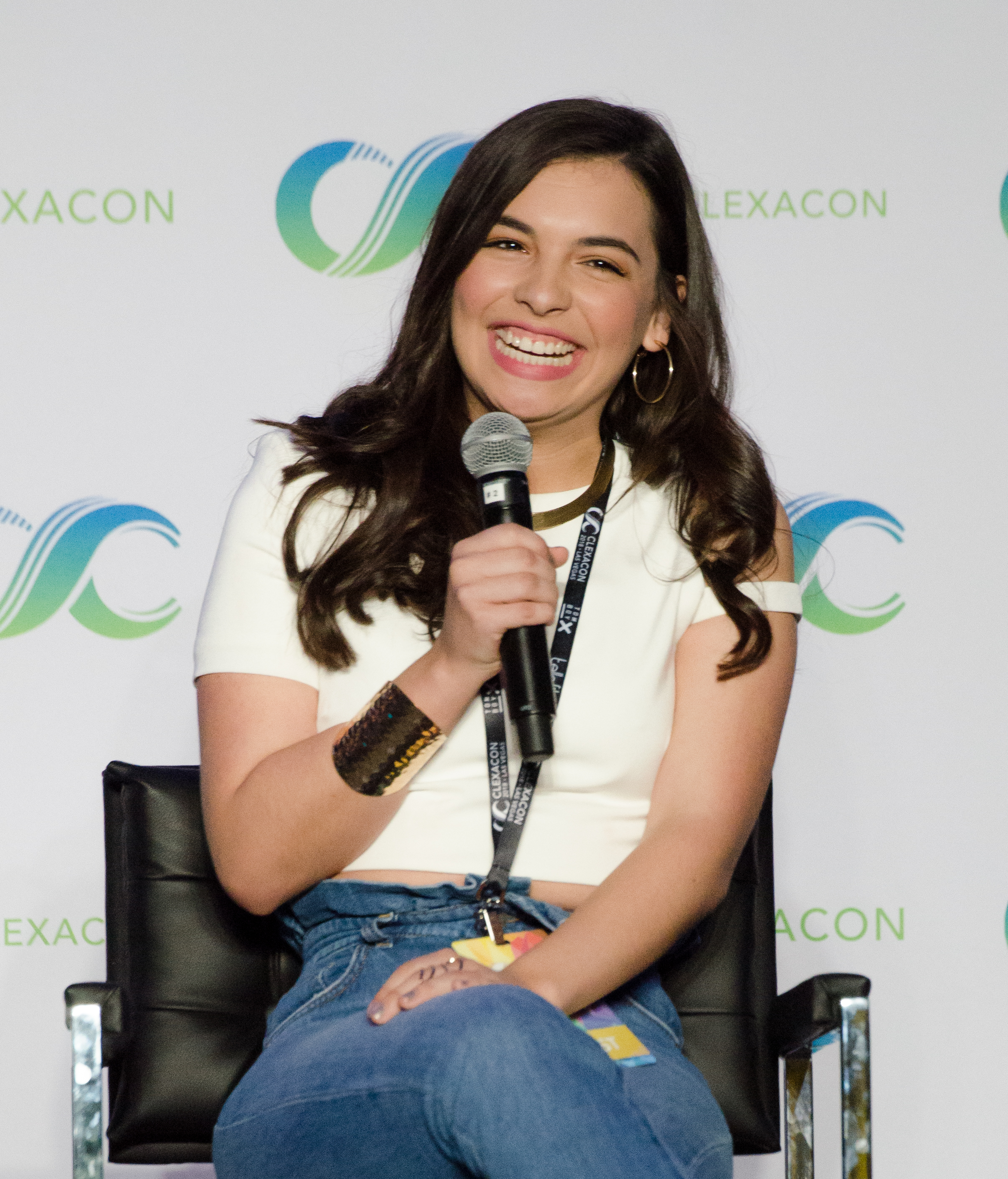
Isabella Gomez
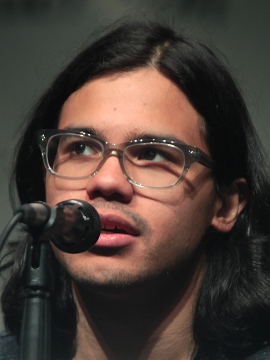
Carlos Valdes
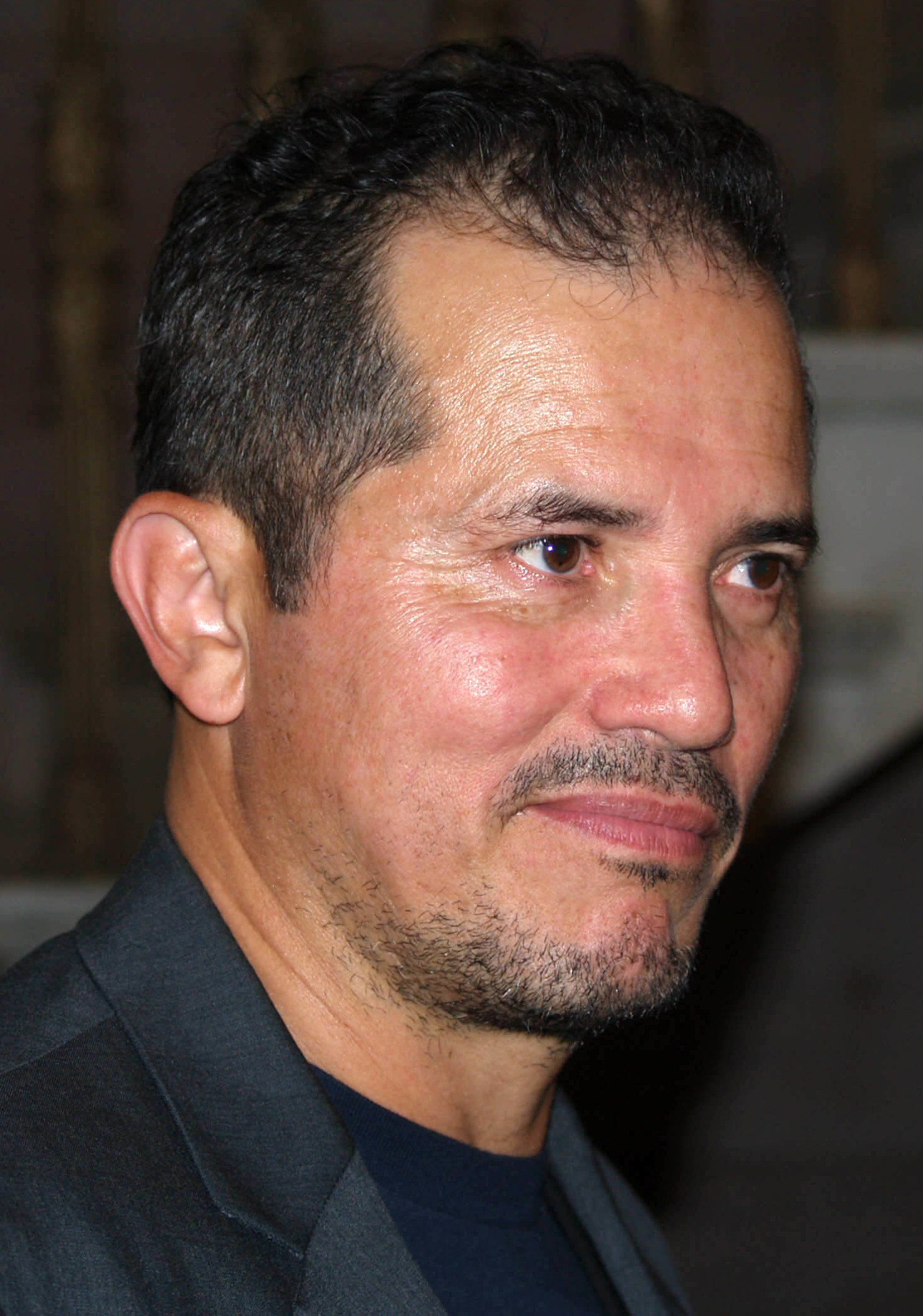
John Leguizamo
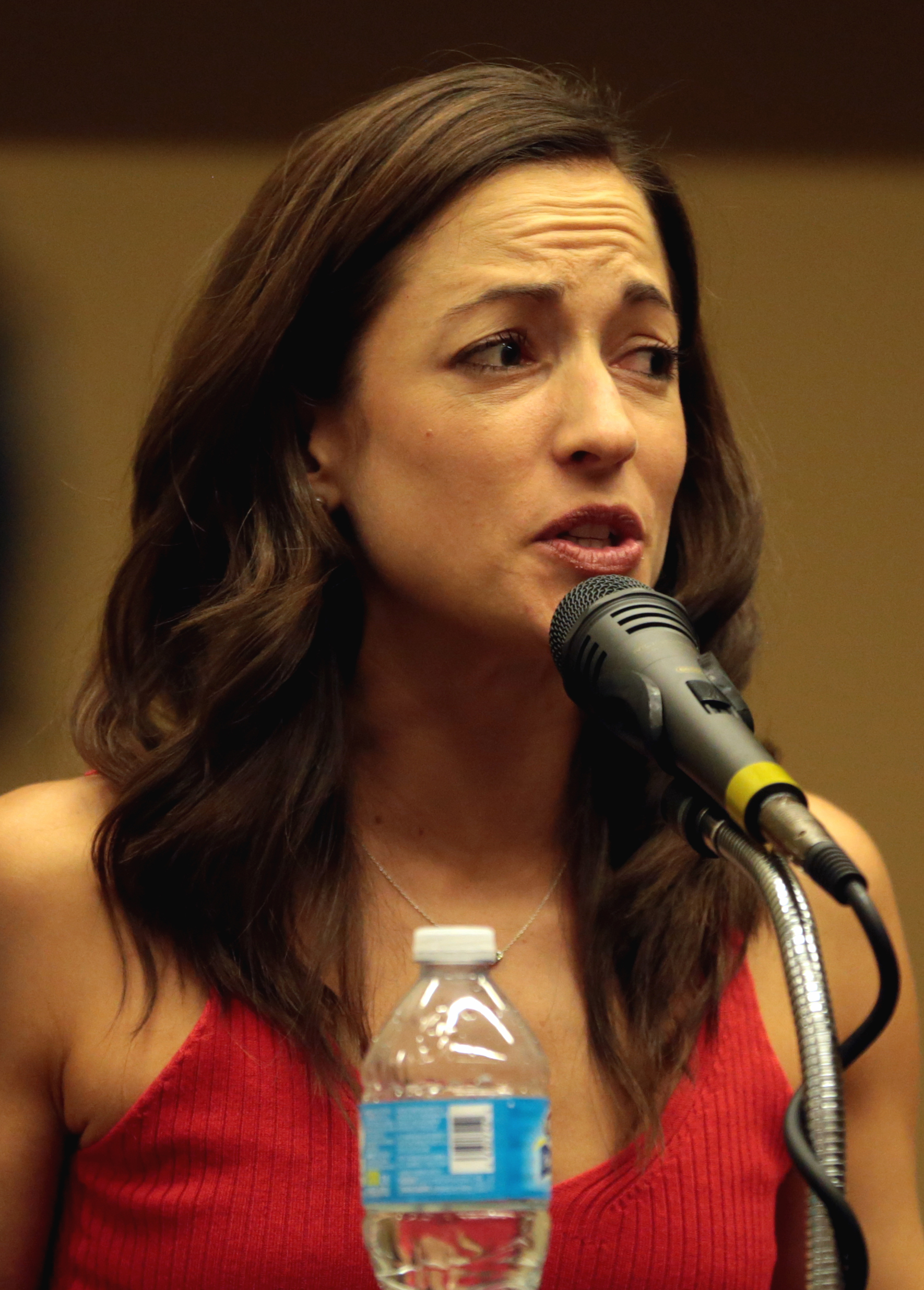
Carolina Ravassa
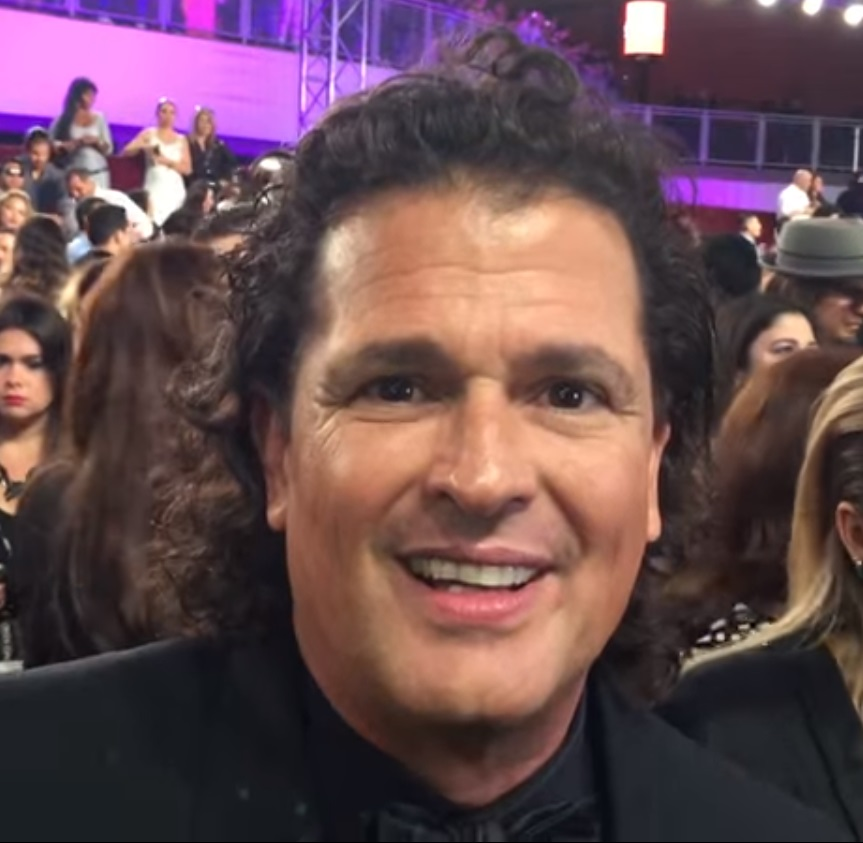
Carlos Vives
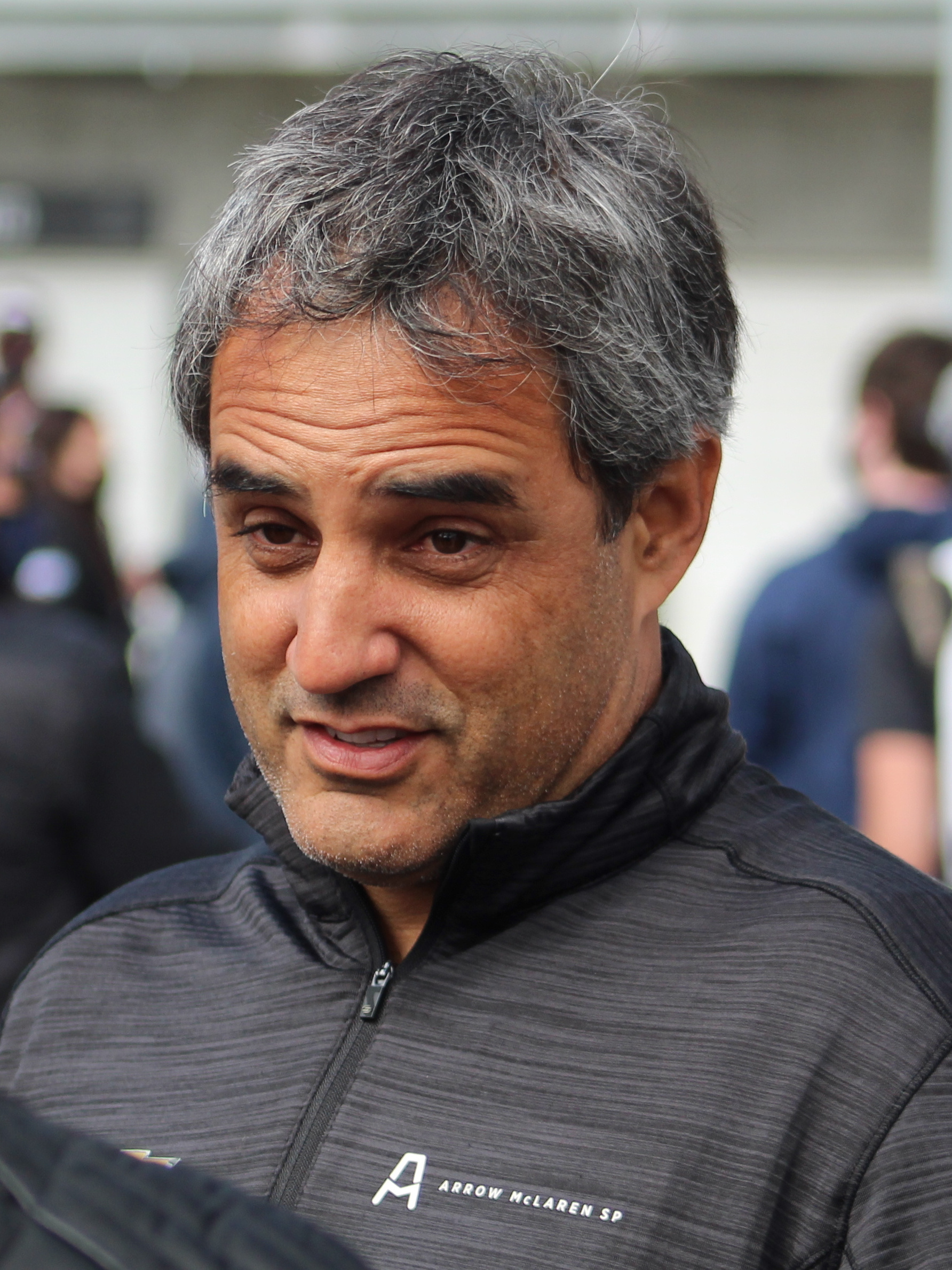
Juan Pablo Montoya

#### Políticos nacionalizados estadounidenses

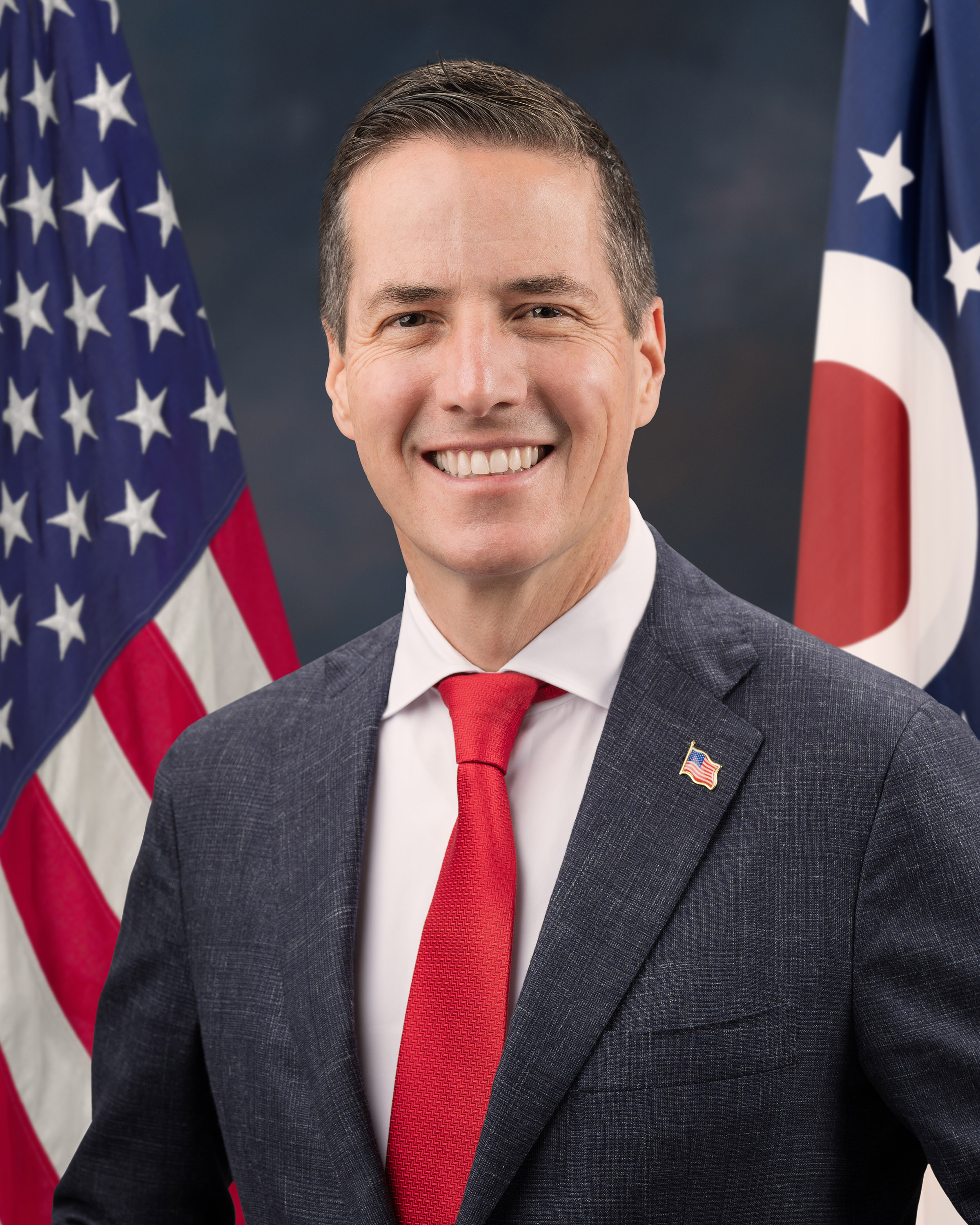
Bernie Moreno

### Celebridades con ascendencia colombiana

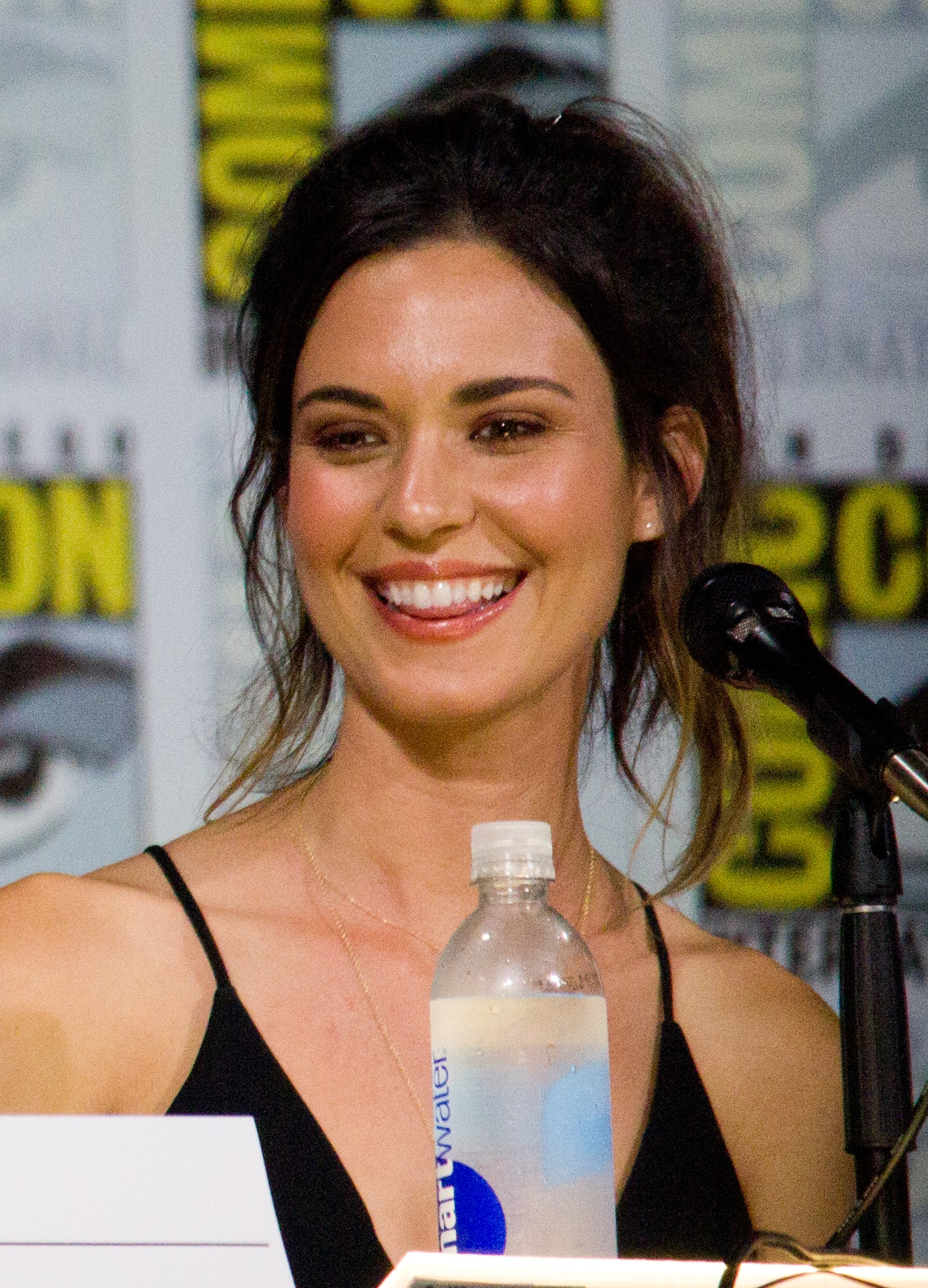
Odette Annable
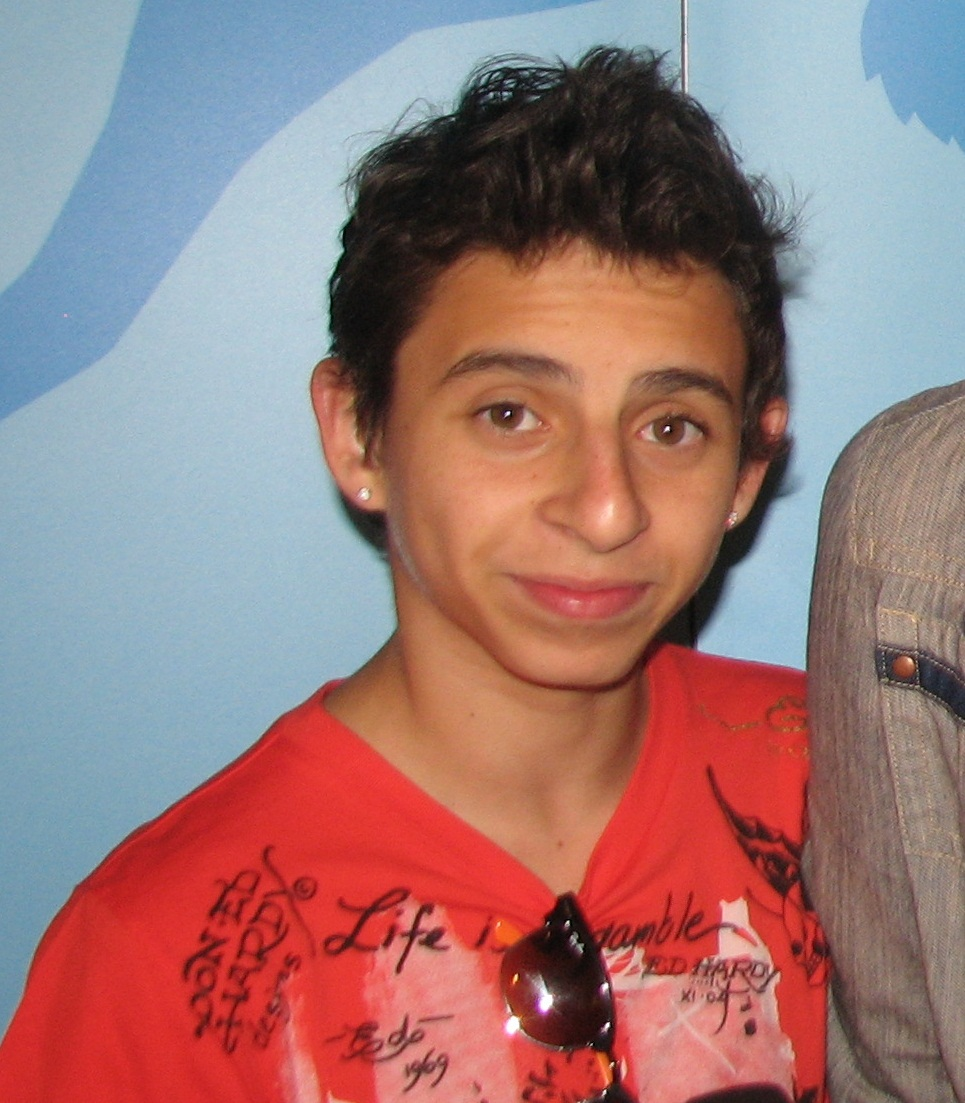
Moises Arias
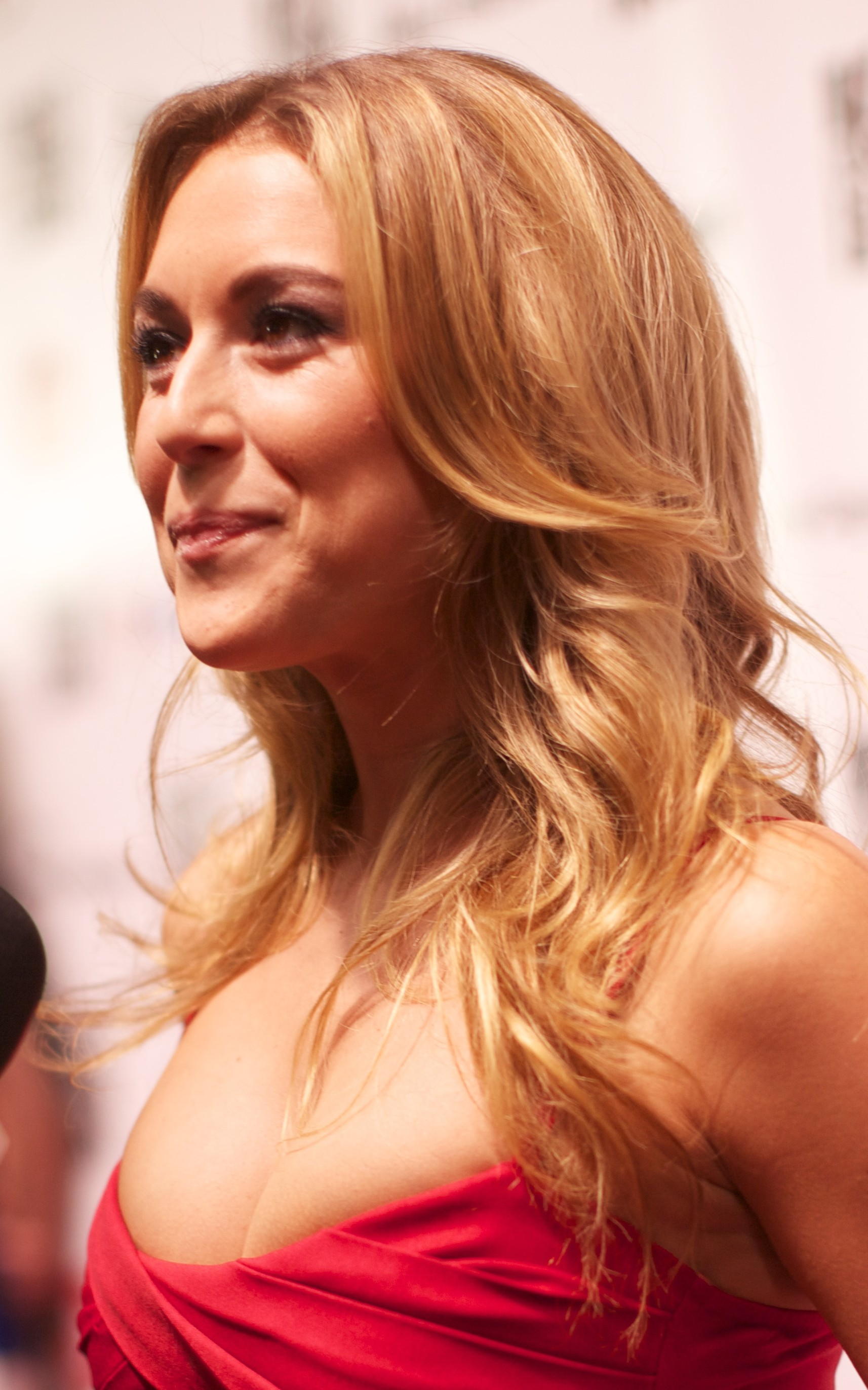
Alexa Vega
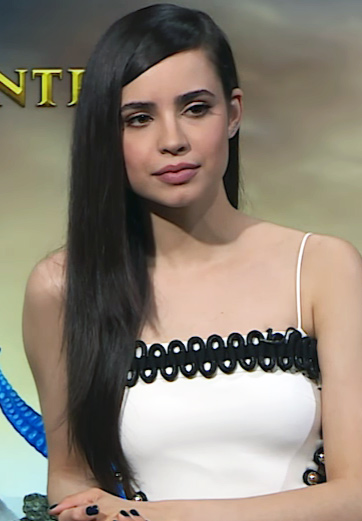
Sofia Carson
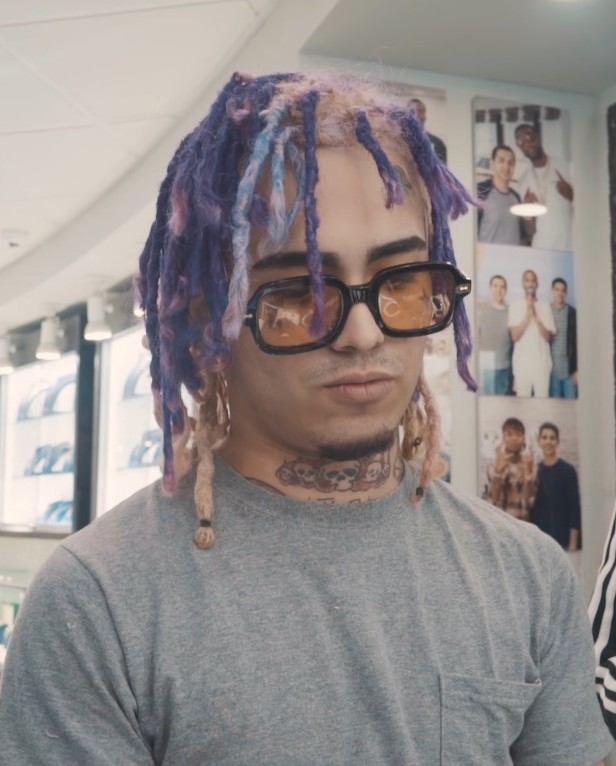
Lil Pump
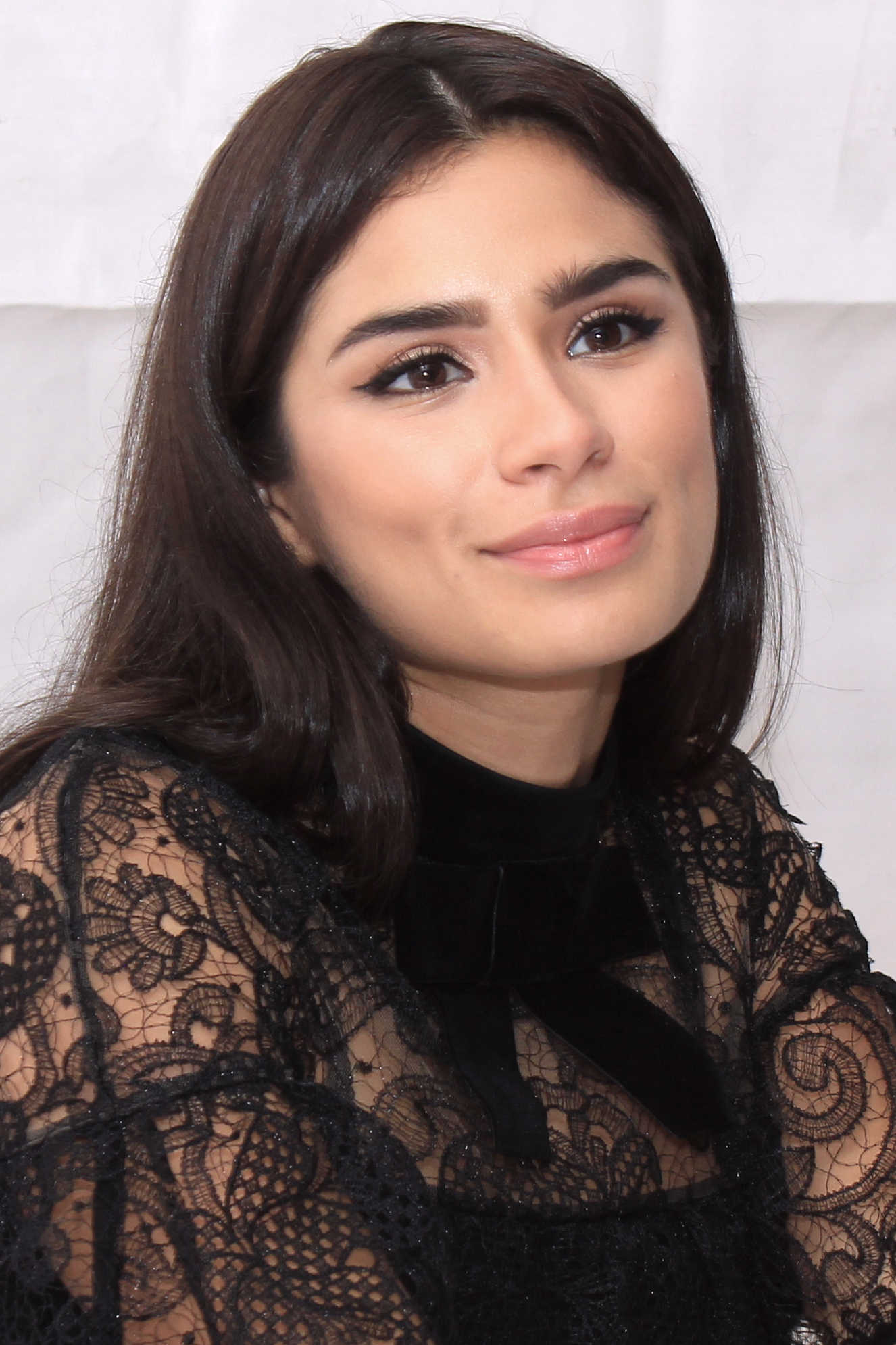
Diane Guerrero
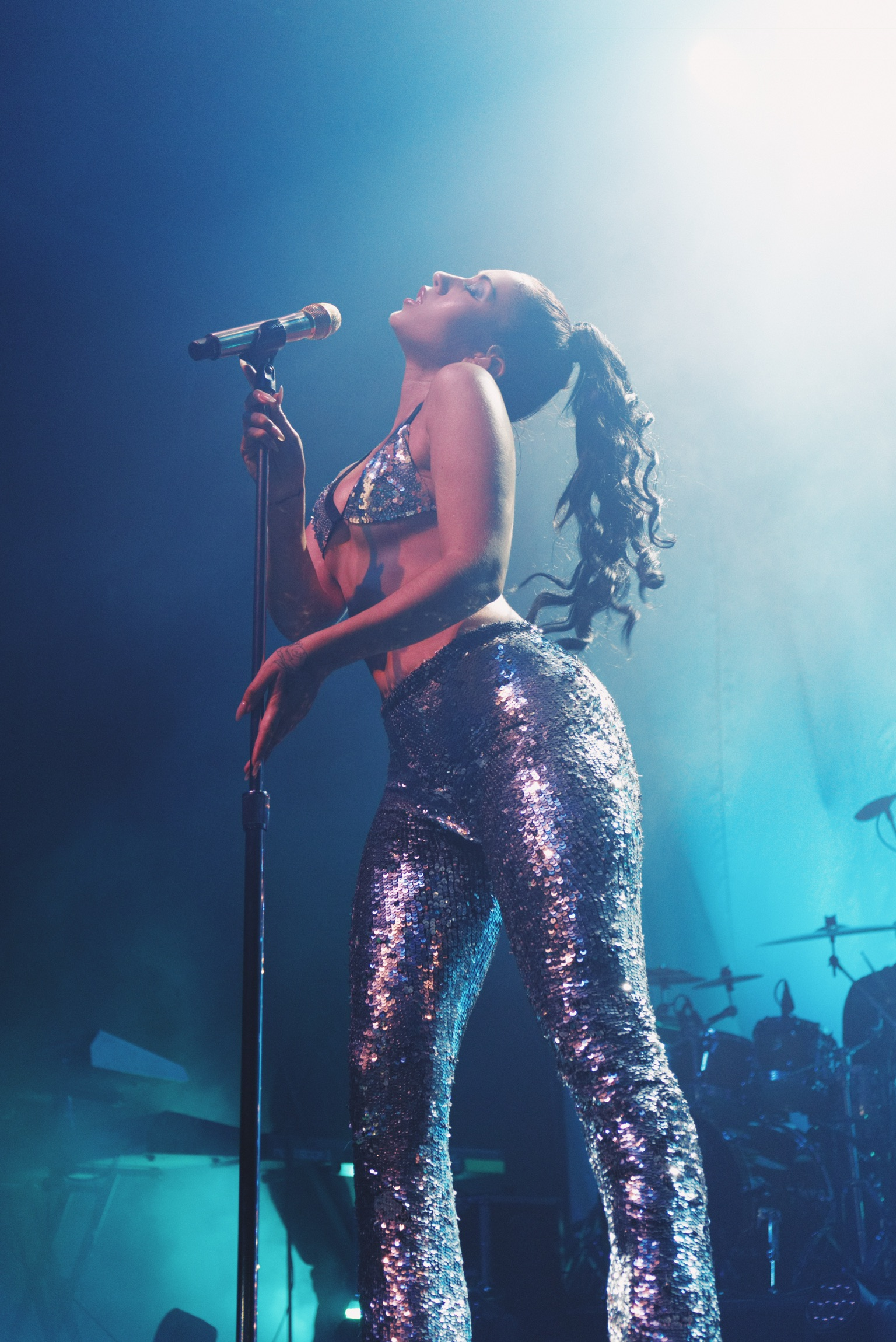
Kali Uchis
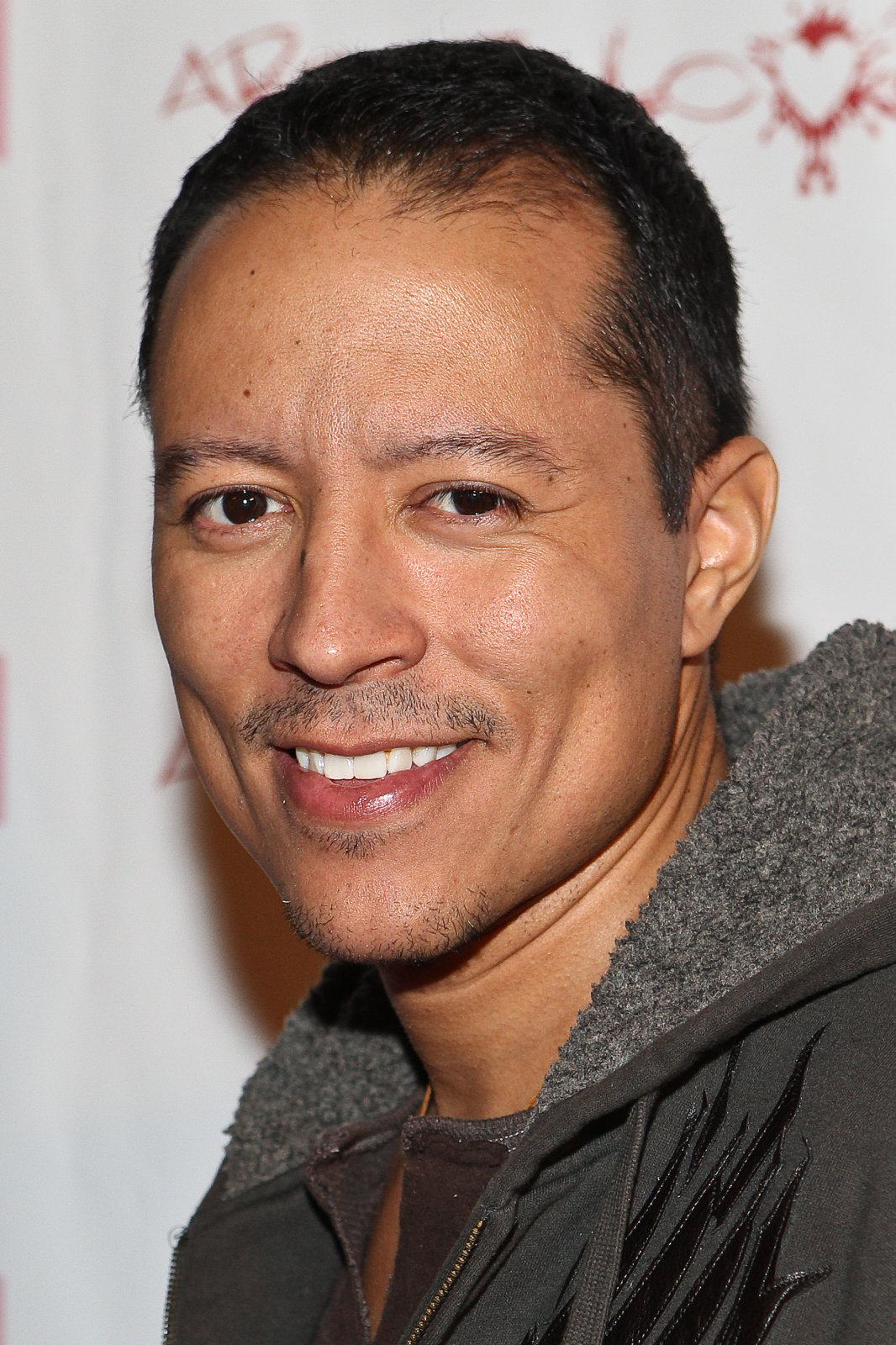
Yancey Arias
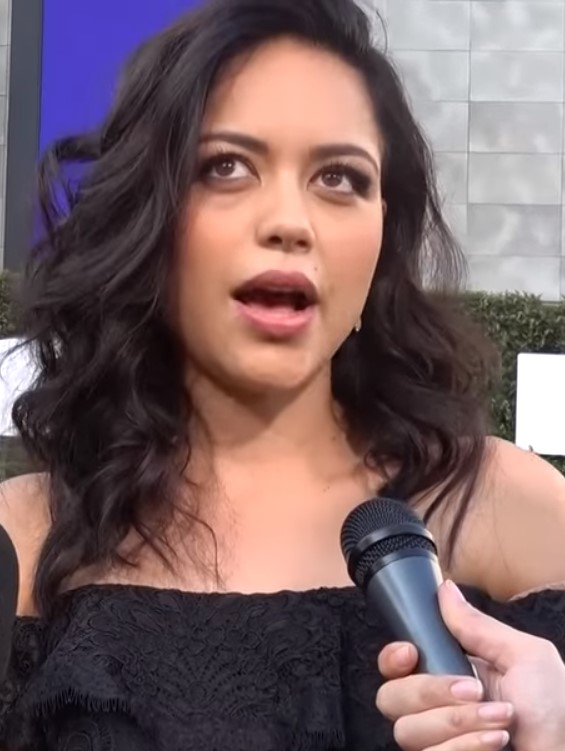
Alyssa Diaz
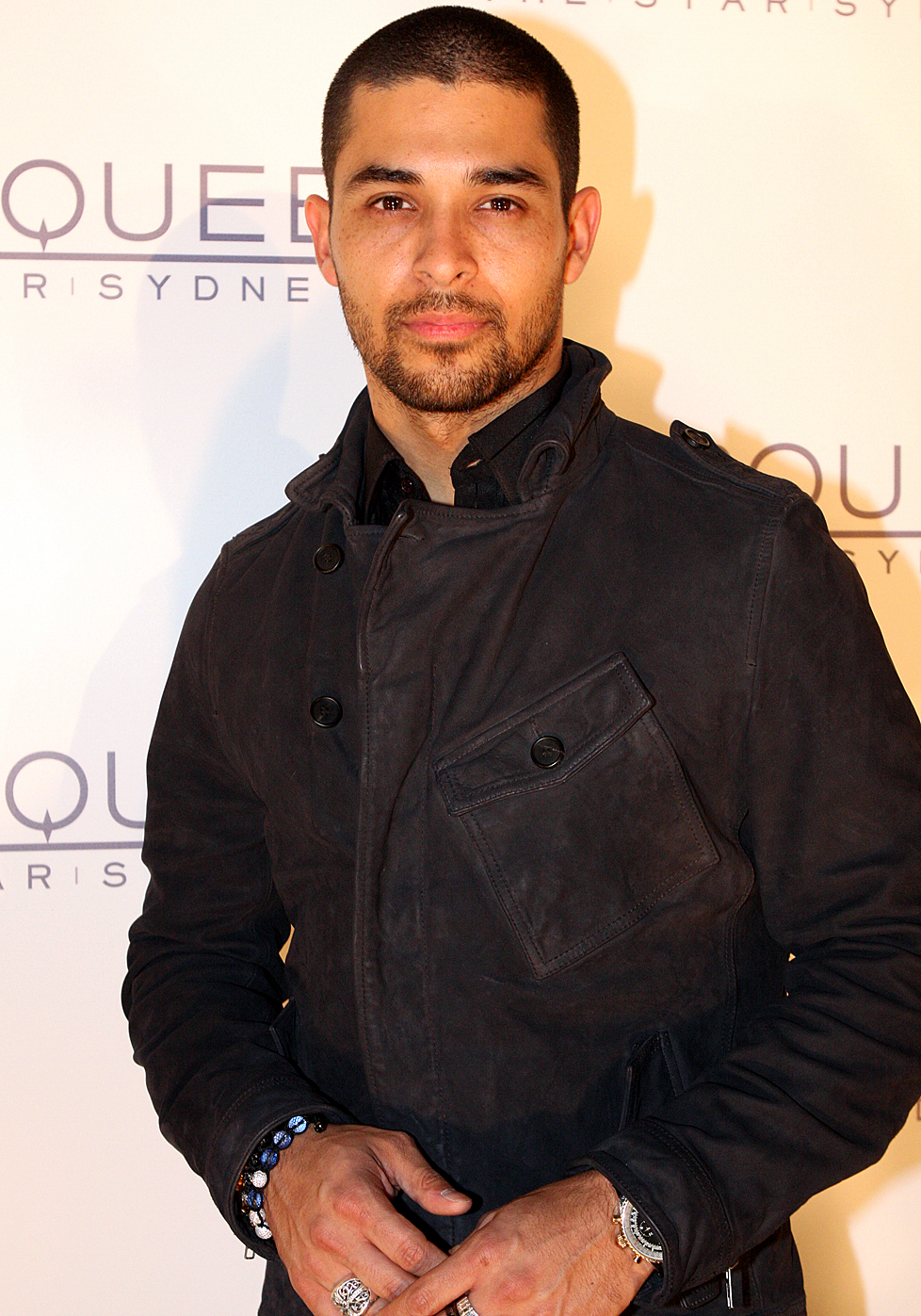
Wilmer Valderrama
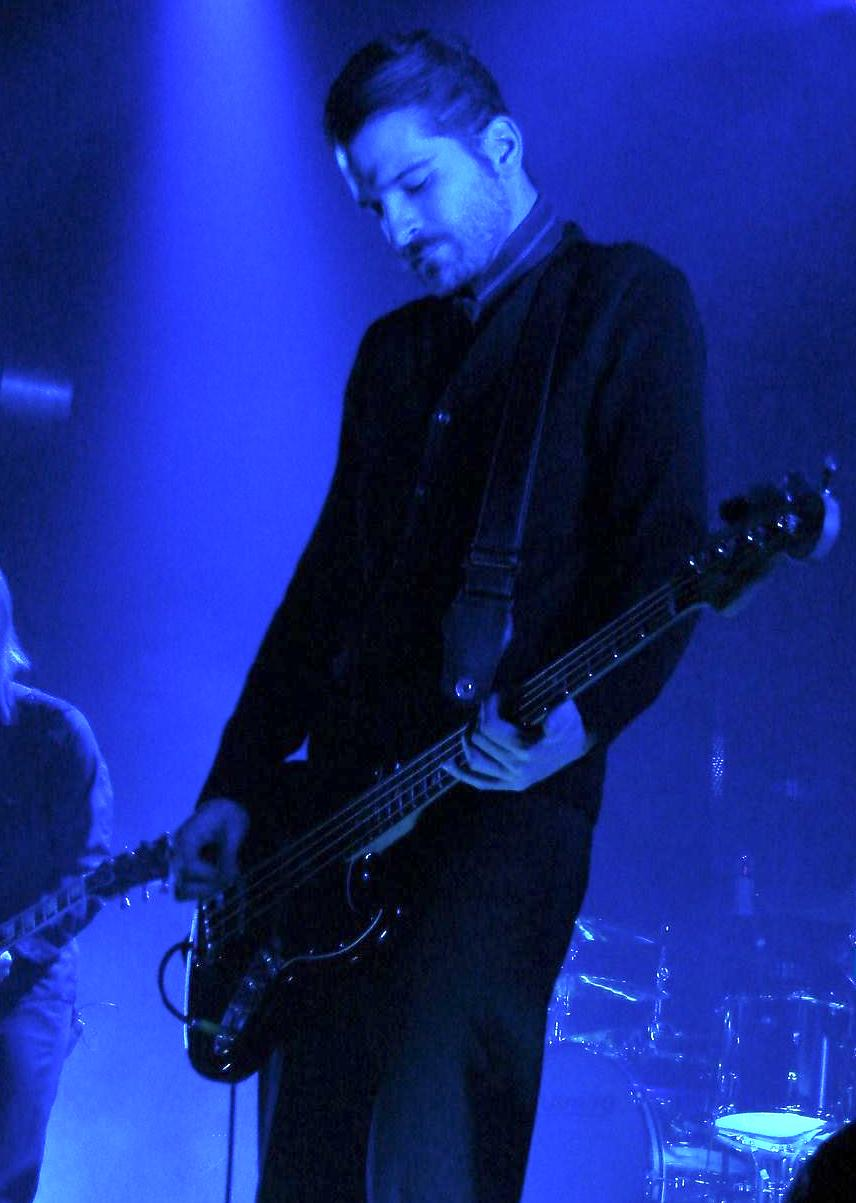
Carlos Dengler
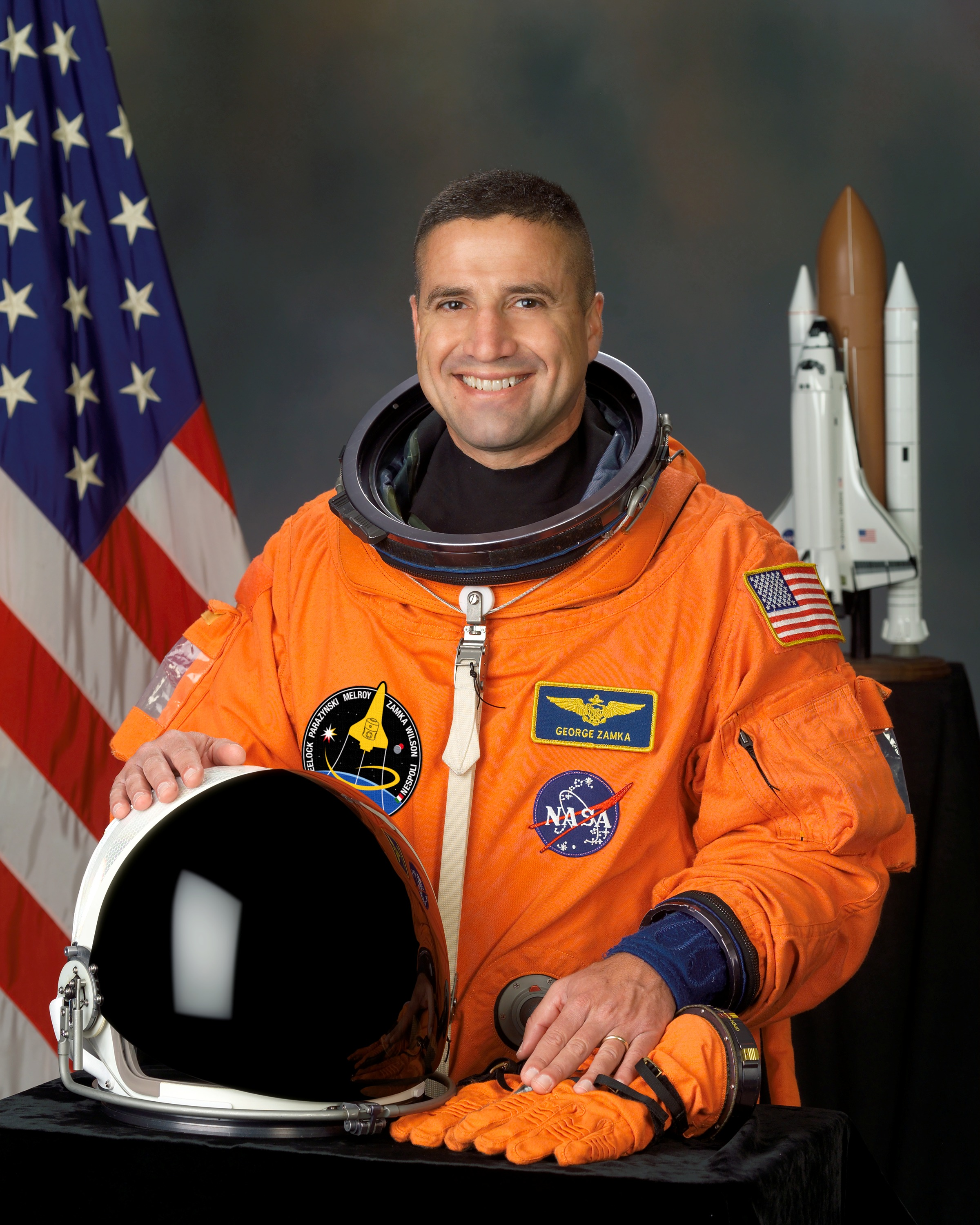
George D. Zamka
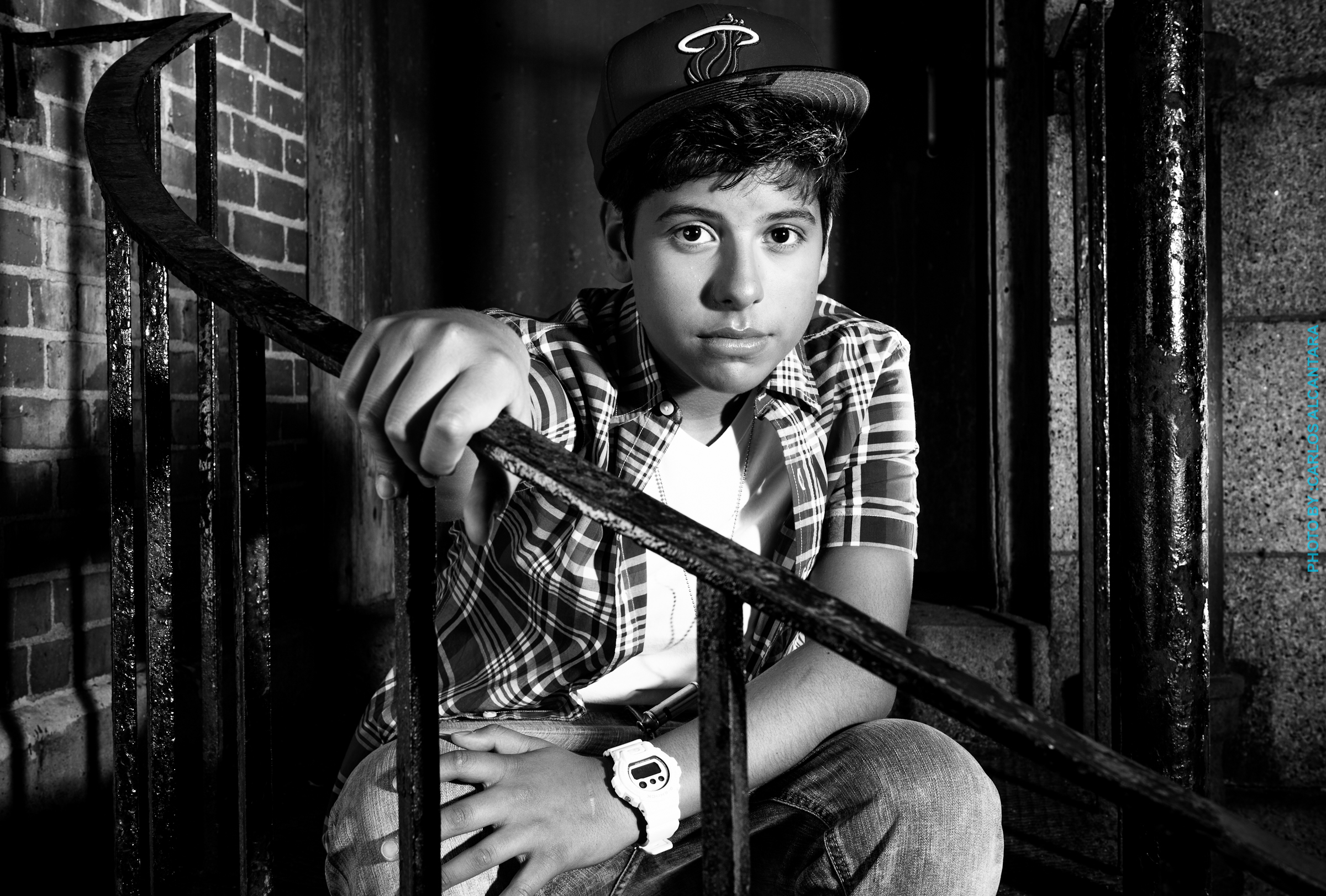
Matt Hunter
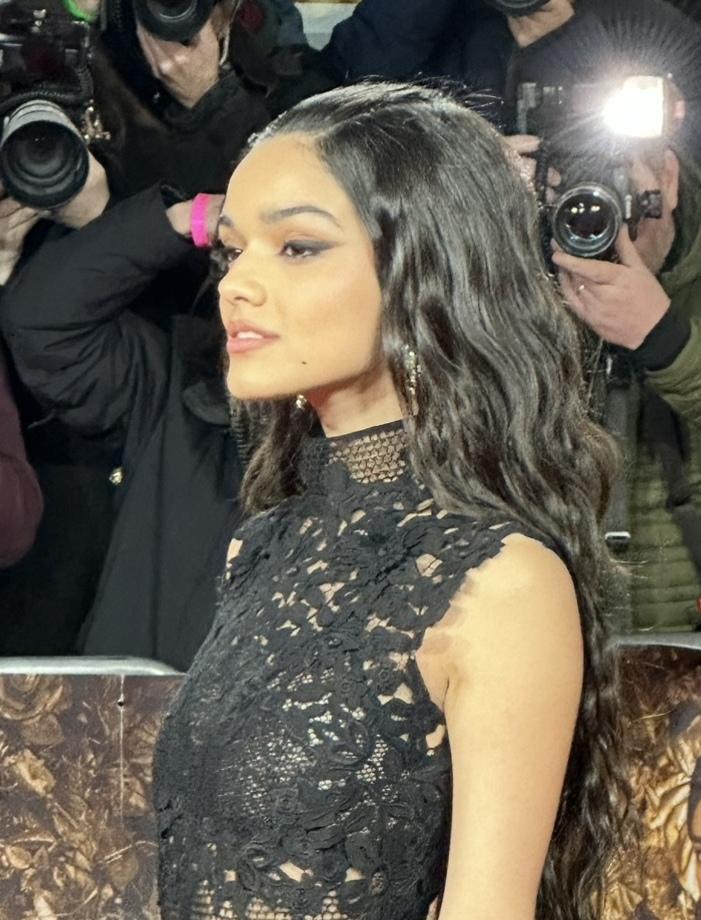
Rachel Zegler
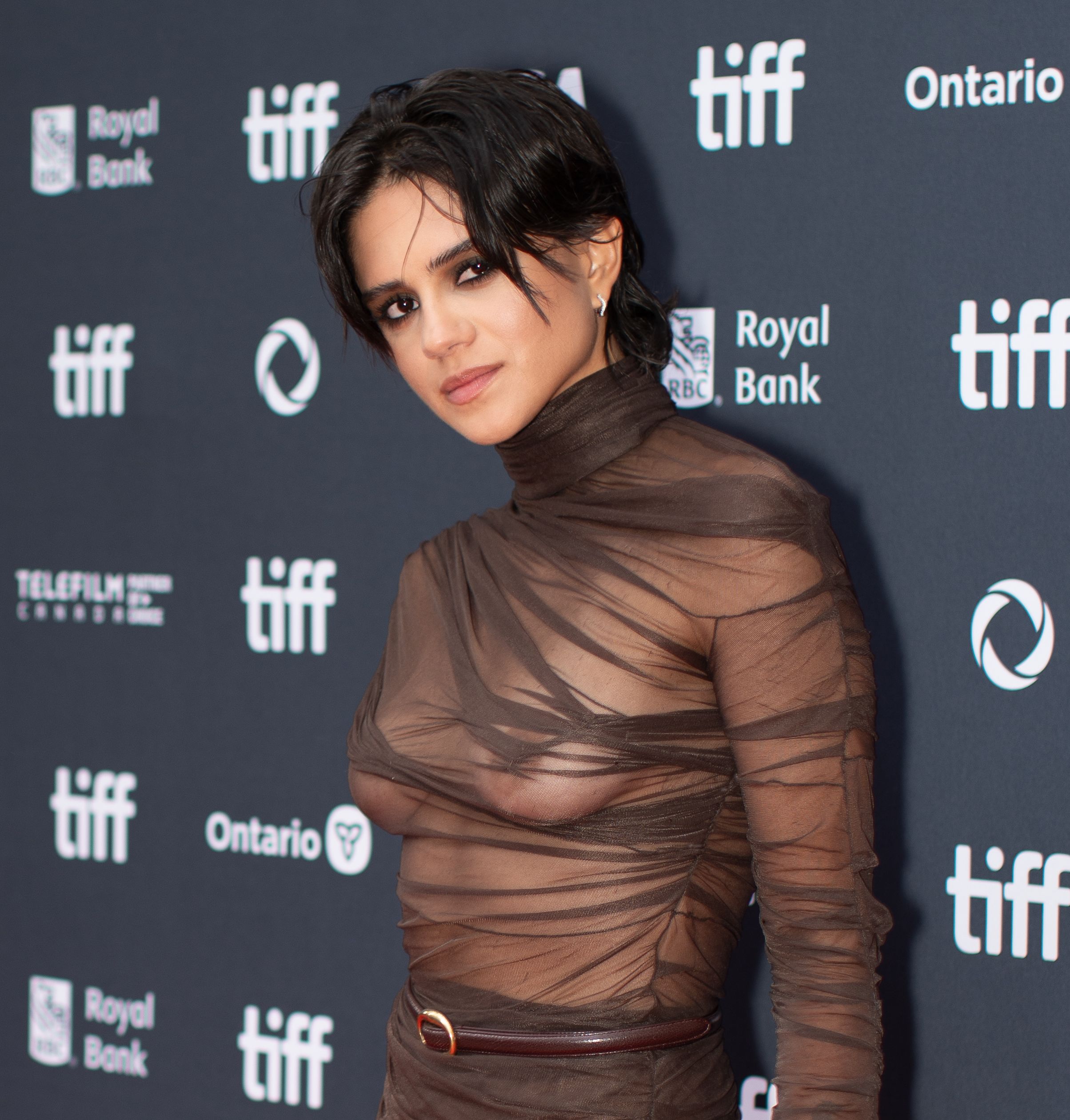
Sasha Calle
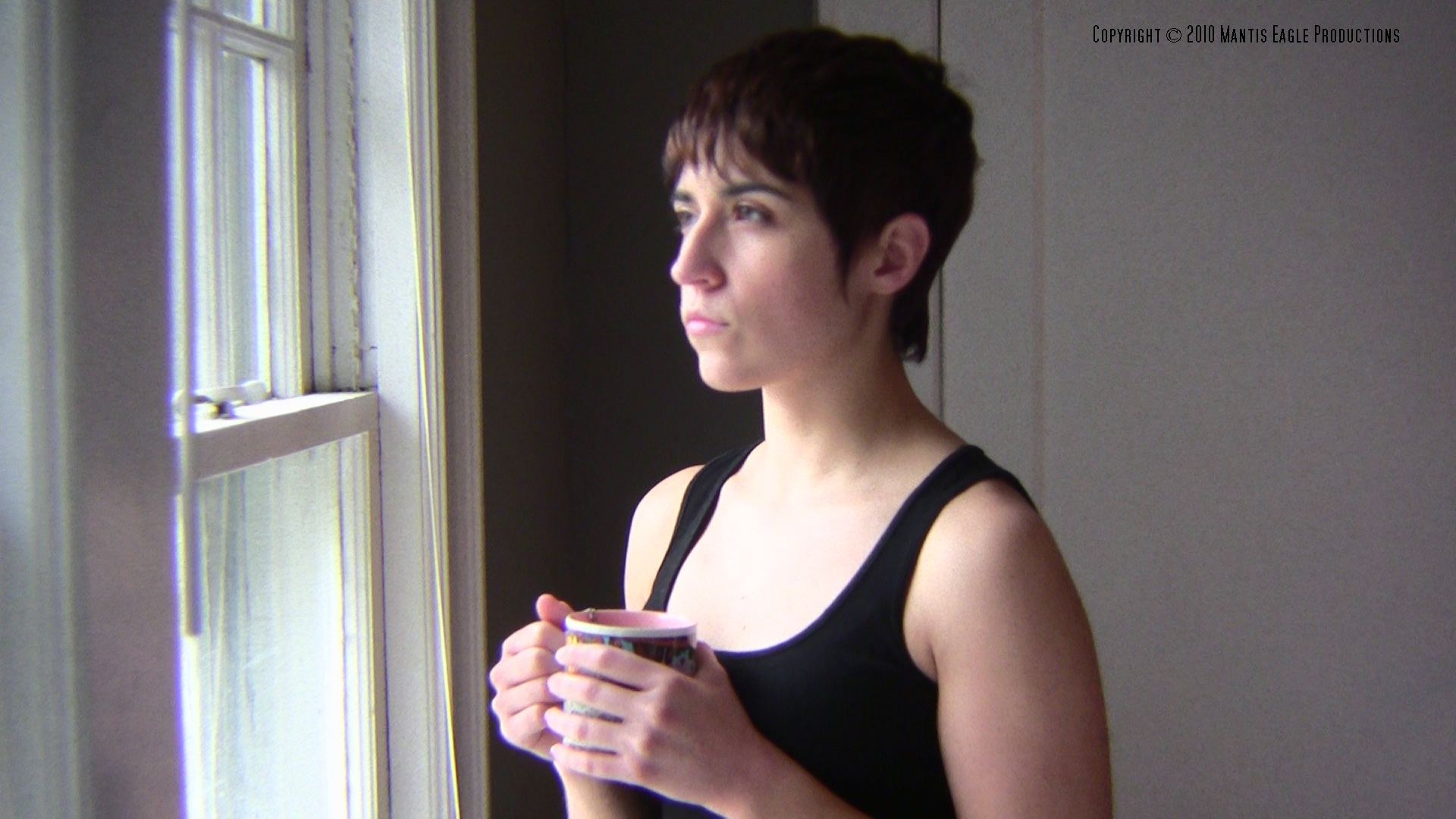
Melissa Navia

## Situación social y económica
El ingreso por hogar para los colombianos en Estados Unidos es de $ 61,600 en promedio, este es el tercer grupo de hispanos y segundo de latinoamericanos en los Estados Unidos con mayor ingreso por hogar detrás de los argentinos y españoles dejándoles a los colombianos un 10 % de sus ganancias.
El ingreso per capital de los colombianos es de $ 25,700, superior al del hispano promedio que es $ 21,900 pero inferior al del estadounidense promedio que es de $ 30,000 teniendo más ingresos los de nacionalidad estadounidense. 
La tasa de propiedad de vivienda de los colombianos en EE.UU es (45%) pero inferior a la tasa de 64% para la población de los Estados Unidos en su conjunto. 
Los colombianos en Estados Unidos que viven en la pobreza, son el 13% del total, es igual a la tasa para la población general de los Estados Unidos y más baja que la tasa para los hispanos en general, que es al 25%.
Aproximadamente 1.556.273 colombianos en los Estados Unidos cuentan con documentación estadounidense al día. Es decir el 60% de los colombianos en EE.UU son ciudadanos estadounidenses. Se estima que entre el 10-20% son indocumentados posicionándose así como uno de los grupos hispanos con menor porcentaje de indocumentados junto a los argentinos, españoles, chilenos y uruguayos.  

### Educación
El 33% de los colombianos estadounidenses de 25 años o más, en comparación con el 14% de todos los hispanos de EE. UU. Y el 30% de toda la población de EE. UU., Han obtenido al menos una licenciatura. 
El 42% de los colombianos nacidos en los Estados Unidos tienen más probabilidades de obtener una licenciatura, en comparación con el 30% de los colombianos nacidos en Colombia.
Actualmente hay 238 estudiantes de la Universidad de Harvard que son de origen colombiano, esto representa cerca del 1.8% del total de los estudiantes. 
Fuente:

### Idiomas
La mayoría (64%) de los colomboestadounidenses de 5 años en adelante hablan inglés de manera competente. El otro 36% que es nativo de Colombia dice que habla inglés menos que muy bien, en comparación con el 32% de todos los hispanos.
Además, el 83% de los colombianos de 5 años en adelante hablan español en casa.

## Región de origen
Los colombianos cuentan con muchas diferencia culturales dentro del mismo país, esto hace que sea un país diverso, así mismo las corrientes migratorias varían dependiendo la región de origen. Los oriundos de Bogotá, Santander, el Llano, los opitas y nariñenses, emigran principalmente a Nueva York (Estado), Nueva Jersey y la región de Nueva Inglaterra fuertemente en Massachusetts; los paisas (Antioquia, Risaralda, Quindío y Caldas) emigran hacía el estado de Florida al igual que los costeños y los vallunos; sin embargo todos los departamentos cuentan con fuerte presencia en la Florida. De igual manera, en la mayoría de los casos, el principal destino solo representa entre el 25% al 40% de los emigrantes de cada departamento del país.
La embajada de los Estados Unidos en Colombia está ubicada en la ciudad de Bogotá, en 2016 se otorgaron alrededor de 351.000 visas, el 95% correspondientes a visas de turismo. 
Es importante destacar que la cultura migratoria hacia Estados Unidos es más marcada en los lugares más urbanizados y poblados de Colombia, por ejemplo, en Bogotá, Antioquia, Santander y Valle del Cauca, a diferencia de lugares más rurales y menos habitados como Amazonas, Vichada, Guaviare o Chocó.

### Bogotanos

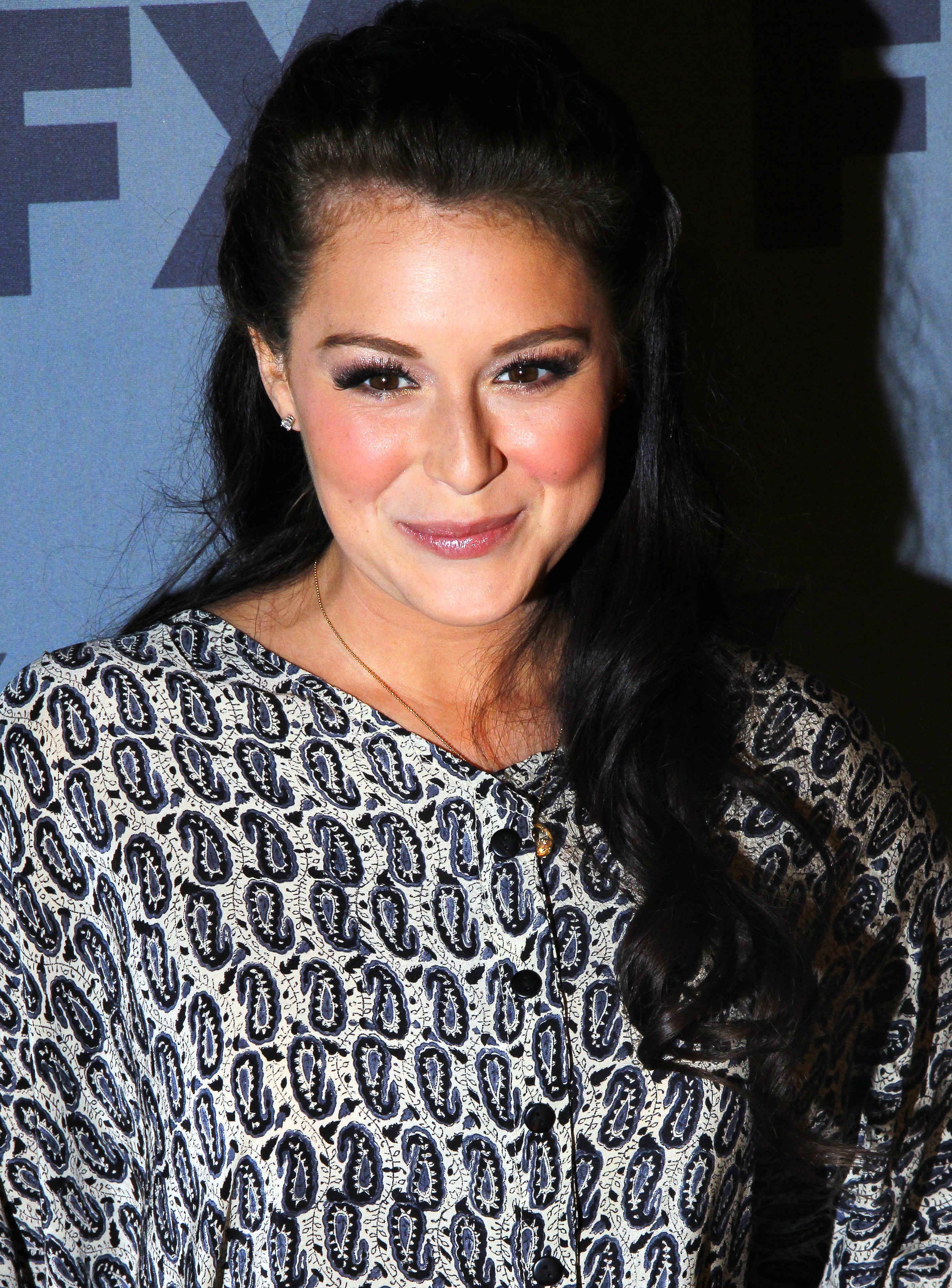
Alexa Vega es una de las famosas Colombo-Americanas de las cuales sus orígenes están en la ciudad de Bogotá.

Los bogotanos ocupan la primera posición como grupo sociocultural colombiano debido a que es la ciudad más grande y habitada de Colombia, en total 706.937 rolos viven en este país[cita requerida], representan cerca del 26% del total de los colombianos en los Estados Unidos; ellos han tomado como principal foco el estado de Nueva York, Nueva Jersey y la región de Nueva Inglaterra, de todas maneras también cuentan con fuerte presencia en los demás estados. 
Los bogotanos también ocupan la primera posición debido a la facilidad para emigrar a los Estados Unidos, puesto a que en esta ciudad está ubicada la Embajada de los EE.UU en Colombia, y el aeropuerto internacional más importante de Sudamérica.

### Paisas
Los paisas son los colombianos oriundos de Antioquia y el eje cafetero, cerca de 568.000 paisas viven en Estados Unidos[cita requerida] principalmente en el Estado de Nueva Jersey. En Morristown, Nueva Jersey, cerca del 18% de la población total es de origen colombiano.
Algunos colombianos paisas reconocidos en Estados Unidos son Moisés Arias y Kali Uchis.

### Costeños
Los costeños son el segundo grupo más grande de colombianos en EE.UU, ellos emigraron principalmente hacia el estado de Florida, ellos cuentan con comunidades importantes en el Área metropolitana del Sur de la Florida. Entre los costeños que han encontrado reconocimiento en la industria del entretenimiento estadounidense, se puede mencionar a Sofía Vergara, a Shakira y a Sofia Carson. 

### Vallunos
Los vallecaucanos son los colombianos de origen en Valle del Cauca, principalmente de Cali, en Estados Unidos hay más de 370.000 vallecaucanos[cita requerida], principalmente en Florida y California, de hecho más del 45% de los colombianos de California son vallunos[cita requerida], en la ciudad de Miami, Kendall el lugar con más alto porcentaje de personas colombianos o de origen colombiano es donde más se concentran vallunos en todos los Estados Unidos, cerca del 40% de los colombianos de Kendall son vallecaucanos.

### Resto del país
Los santandereanos cuentan con comunidades grandes en Florida y Texas, los nariñenses y caucanos emigran principalmente hacia Nueva York y Nueva Jersey,  como lo hacen los ecuatorianos[cita requerida]. Los de las regiones amazónicas son los de menor flujo migratorio hacia Estados Unidos al igual que los chocoanos debido al difícil acceso que presentan esas partes de Colombia. En cuanto a los opitas y llaneros su principal foco es la Florida[cita requerida]. 